# アンパンマン
『アンパンマン』（ラテン文字表記：Anpanman）は、やなせたかしが描く一連の絵本シリーズ、および、これを原作とする派生作品の総称。また、それらの作品における主人公「アンパンマン」の名前である。
パンの製造過程で餡パンに「生命の星」が入ることで誕生した正義のヒーローで、困っている人を助けるために自らの顔（あんパン）を差し出す。あんパン（餡パン）だけにその頭の中には餡（つぶあん）が詰まっている。
その他、キャラクターは主に食べ物や動物を元にして描かれている。
テレビアニメ（日本テレビ系列『それいけ!アンパンマン』）アニメーション映画、漫画、ゲームソフト（任天堂のWii用、ニンテンドーDS用、Nintendo Switch用など）、おもちゃ・グッズなど多数の派生作品・商品が存在する。その中でテレビアニメは長期にわたって放送されており、また一貫して同じ主題歌が使用されているため認知度が高い。現在高知県の香美市立やなせたかし記念館や全国5ヶ所にある「アンパンマンこどもミュージアム」などの関連施設がある。

## 作品

### 初出
アンパンマンの生みの親であるやなせたかしが1968年に制作した作品、「バラの花とジョー」、「チリンの鈴」の絵本や映画にいち早くアンパンマンが登場しているが、この時はまだ人間の姿。この童話は一年間連載された。作品としての、『アンパンマン』は、PHP研究所が発行する青年向け雑誌『PHP』の通巻第257号に当たる、『こどものえほん』の1969年10月号（同年10月1日刊行）に掲載された青年向け読物、やなせたかし（絵と文）「アンパンマン」という形が初出である。この時期、やなせが『こどものえほん』のために執筆した読物は連載12本の短編で、「アンパンマン」はその6本目の作品である。これら12篇は、株式会社山梨シルクセンター（※3年後、株式会社サンリオへ社名変更）より単行本『十二の真珠』名義で1970年4月1日に刊行された。
空腹に喘ぐ人の所へ駆け付けて、自らの大事な持ち物であるパンを差し出して食べるよう勧めるという、のちのアンパンマンに通じる物語の骨格が、この作品において早くも整えられている。絵本・漫画・テレビアニメなど、のちに描かれるアンパンマンとの大きな違いと言えば、第一に主人公のアンパンマンが普通の人間のおじさんであり、パンは所有物に過ぎなかったということである。

### 絵本
1973年（昭和48年）、先述した普通のおじさんのアンパンマンを発展させた架空のキャラクターとしてのアンパンマンが登場する。それは、フレーベル館の 4、5歳児向け月刊物語絵本「キンダーおはなしえほん」シリーズ の1作品として1973年10月号に、やなせたかし『あんぱんまん』という形で刊行された。同書は、やなせが初めて手掛けた幼児向け絵本であった。
ここでのアンパンマンは、あんパンを持ち歩いたりするのではなく、自身の頭部が食べられるあんパンで出来ており、また空を飛べる存在に変わっていた。当然、デザインも変更されており、長身に丸顔のおじさんであったが、長身なのはほぼそのままで頭部があんパンに置き換わっていた。また、「アンパンマン」の表記が平仮名に変更された。

1975年（昭和50年）、絵本の続編が『それいけ!アンパンマン』と名を改めて刊行された。青年であった初出から幼児へと対象年齢が変わったことから、主人公名の表記を「あんぱんまん」と平仮名表記に変えていたが、やはり違和感が拭えなかったため、片仮名表記に戻した。
絵本のアンパンマンは当初、貧困に苦しむ人々を助けるという内容であり、未就学児には難解な内容で、編集部、批評家、幼稚園教諭などから酷評された。しかし、予想に反して次第に子どもたちの間で人気を集め、幼稚園や保育園などからの注文が殺到するようになった。読者の中心である子どもたち（2、3歳児）に合わせ、アンパンマンの体型も初期作品の8頭身から3頭身へと変わっていった。そして絵本がシリーズを重ねていくに連れ、アンパンマンの仲間や敵役のキャラクターが増えていった。
登場人物のうち、ばいきんまん・ドキンちゃん・しょくぱんまんは『風と共に去りぬ』にならっている。ドキンちゃんはスカーレット・オハラを、ばいきんまんはレット・バトラーを、しょくぱんまんはアシュリーを下敷きにしているとのこと。ただし、ドキンちゃんがしょくぱんまんを一方的に恋い慕う点は、原典とは異なっている。

### アニメ
映像としては、テレビアニメ『それいけ!アンパンマン』第1話「アンパンマン誕生」、1988年10月3日放映回（関東エリア）にて初登場した。今もなお日本テレビで放映されている大人気アニメである。

### 人気
日本では子どもたちに絶大な人気を誇る国民的キャラクターの一つであり、絵本と共に『それいけ!アンパンマン』のタイトルでテレビアニメ化されているほか、演劇を主とする舞台エンターテインメント、アニメーション映画、漫画、ゲームなど、様々な分野におけるメディアミックス作品が数多く生み出されている。また、博物館（美術館）とテーマパークも展開している。
2011年には商業的価値をランク付けするキャラビズ情報（株式会社キャラクター・データバンク調べ）の「（日本における）キャラクターランキング100」で第1位となった。ポケットモンスター、ミッキーマウス、ハローキティがこれに続く。
2018年時点で、絵本作品の発行部数（トーハン調べ）は2002年初版『アンパンマンをさがせ!ミニ（1）』が114万部、1981年初版『アンパンマンのサンタクロース』が106万部、1999年初版『アンパンマンのあいうえおずかん アンパンマンのたべものあいうえお』が98万部、2007年初版『アンパンマンはじめまして ぼく、アンパンマン!』が97万部を記録している。
全国5ヶ所に点在する関連施設「アンパンマンこどもミュージアム」は、有料エリア来場者だけでも全施設で年間約350万人の集客力がある。

### キャラクター数
アニメシリーズの『それいけ!アンパンマン』では、登場キャラクターが非常に多いのも特徴の一つである。その数は原作者でさえも把握できないほどであった。
テレビアニメ『それいけ!アンパンマン』は、2009年8月28日に放送1000回を迎える予定であった ため、これを見据えて同年5月、トムス・エンタテインメントはギネス世界記録に「単独のアニメーション・シリーズでのキャラクター数 世界一」の登録を申請した。その結果、同年6月24日付で、やなせたかしを作者とするアニメシリーズ『それいけ!アンパンマン』が「単独のアニメーション・シリーズでのキャラクター数 世界一（原語/英語：The most characters in an animation series）」、つまり「世界で最もキャラクターの多い単独のアニメーション・シリーズ」として認定された。その数、1,768体。テレビアニメに関わる数字が認定されるのは初めてとのことである。同年7月22日には東京都内のホテルでテレビアニメ『それいけ!アンパンマン』の放送1000回記念パーティを執り行われ、ギネス世界記録認定の授賞式も同時に行われた。認定の対象となったキャラクターは、テレビアニメ第1回放送（1988年10月3日放送）から2009年3月27日放送までの980話に登場した分と、前年までに公開された映画20作品および同時上映作品に登場した分であった。実は、申請した数は2,000体以上であったものの、パン工場やバイキン城などはキャラクターとは認められなかった。また、既存のキャラクターが変装したバージョンも認められなかった。
2013年6月には、大型本『アンパンマン大図鑑─公式キャラクターブック』が発売されたが、同書の内容紹介文で「2200体以上」とキャラクター数について言及されている。その後もキャラクターの数は増え続けている。

## アンパンマンと正義

### 逆転しない正義のヒーロー
ヒーローとしてのアンパンマンが誕生した背景には、やなせの従軍経験がある。第二次世界大戦中はプロパガンダ製作に関わっていたこともあり、特に戦いのなかで「正義」というものがいかに信用しがたいものかを痛感した。
しかし、これまでのヒーローは派手な格好をし、強い力・武器・必殺技を持ちながら「正義」を口にし、悪者や暴れる怪獣を徹底的にやっつけることが主であり、飢えや空腹に苦しむ者を救わなかった。また、戦いによって汚染や破壊された自然や建物に対しての後始末や謝罪がみられなかった。
戦中・戦後における深刻な食糧事情もあり、当時からやなせは「人生で一番つらいことは食べられないこと」という考えをもっていた。50代で『アンパンマン』が大ヒットする以前のやなせは売れない作家であり、空腹を抱えながら「食べ物が向こうからやって来たらいいのに」と思っていたという。
こういった事情が「困っている人に食べ物を届ける、立場や国が変わっても決して逆転しない正義のヒーロー」という着想に繋がった。アンパンマンと「正義」というテーマについて、やなせは端的に「『正義の味方』であれば、まず、食べさせること。飢えを助ける。」と述べている。

### 「顔を食べさせる」ことへの批判
別のインタビューでも、やはり「究極の正義とはひもじいものに食べ物を与えることである」。かつて、たびたび起こった「顔を食べさせることは残酷だ」という批判にも、「あんパンだから大丈夫です」と冗談めかして反論していた。
空腹の者に顔の一部を与えることで力が半減すると分かっていても、目の前の人を見捨てることはしない。かつ、それでありながら、たとえどんな敵が相手でも恐れない。弱点も多く、雨に濡れてもすぐに弱まってしまう。これらの点について「本当の正義というものは、決して格好のいいものではないし、そしてそのために必ず自分も深く傷つくものです」と、自身が絵本の後書で語っている。

### 悪を徹底的に排除しない
また、本作においては、悪を徹底的に排除することはしていない。
悪さをするばいきんまんに対して基本的にいきなり攻撃せず、「やめるんだ」とまず説得を試みる、アンパンチなどでばいきんまんを退場させることができればそれ以上の追撃はしない。アンキックなどで一旦暴走をとめさせてから説得することも場合によってはある。アンパンチはあくまで暴走をとめさせるため、ばいきんまんを強制的に送っているためである。
監禁させたり、除菌洗浄したり、片付けをさせたりするエピソードは存在するが、最終的（次の話）では自由にさせている。
また、ばいきんまんが悪さをしていないのであれば、警戒することはあっても敵視するようなことは一切しない。それどころか、もしばいきんまんが困っているのであれば、手助けすることすら厭わない……などが挙げられる。
彼の命を奪うまではしないのは、「正義は逆転する」、「ばいきんまんにはばいきんまんなりの正義があるから」、「アンパンマンは自分の身を削って命を助ける存在であって、命を奪う存在ではないから」などがあげられる。
悪さをしている最中でも、事故によりばいきんまんやドキンちゃん、かびるんるんが窮地に陥れば、助けたり心配したりする描写もある。
また、かぜこんこんとの戦いでも鼻が絡まって困っていた際には、諭して鼻を解いてあげている。別のエピソードでは、暴れていないかぜこんこんにも自分の顔であるパンを分けてあげたり、ばいきんまんからの攻撃から助けたりしている（みみせんせい曰く「アンパンマンは、みんなの味方よ」）。クリスマスエピソードでは、かぜこんこんも良い子のひとりとして、プレゼントを贈る対象になっている。

### 自己犠牲に徹するヒーロー
そして、アンパンマンは食べられることはあっても、食べることはない。それは単純に（カレーパンマンやしょくぱんまんとは異なり、）アンパンマンが食事をする場面が一度も描かれないことにも現れている。「飲食」が大きなテーマとなった世界で、本来の「食べる」と「食べられる」の食物連鎖的な循環を裁ち切り、自らを食べ物としてのみ差し出す自己犠牲こそがアンパンマンのヒーロー性を支えているのである。

### フランケンシュタインの影響
やなせは『朝日新聞』2008年8月31日版の「たいせつな本」というコーナーにて影響を受けた作品としてメアリー・シェリーの『フランケンシュタイン』を挙げ「科学的に生命を創造するというテーマのこの19世紀初頭にかかれた傑作の影響を強くうけて僕はアンパンマンを創作した」と述べている。
『熱血メルヘン 怪傑アンパンマン』の作中では生まれたてのアンパンマンをフランケンシュタイン（正しくはフランケンシュタインの怪物）に喩えている。『アンパンマンの遺書』では『フランケンシュタイン』の他に井伏鱒二、太宰治、『青い鳥』のパンの精の影響を挙げている。こうした『フランケンシュタイン』の影響は、やなせ作『キュラキュラの血』にも観られるという。

## 登場キャラクター
以下のキャラクターについては個別記事も参照のこと。
- アンパンマン
- ばいきんまん
- ドキンちゃん
- カレーパンマン
- しょくぱんまん
- ジャムおじさん

- バタコさん

- チーズ

- てんどんまん

- おむすびまん

## 登場する乗り物・アイテム
アンパンマンワールドには、アンパンマン号やしょくぱんまん号などの個性的な乗り物や、「いのちの星」「勇気の花」などといった作品において非常に重要な役割を果たすアイテムが数多く登場する。登場する乗り物の動力には環境に害を及ぼさないクリーンなエネルギーが使われている。アンパンマンはギネス記録を持っている。
バイキンUFOを初めとしたばいきんまんの発明品は「バイキンメカ」 と呼ばれている。

## 舞台一覧
書籍『アンパンマン大研究』によると、パン工場およびカバオくんたちが住む町が位置している国は地球の日本であるとしている。ただし、現実の日本ではなく架空世界の設定。やなせはこれらアンパンマンシリーズの世界観を「アンパンマンワールド」と呼んでいる。

### 主な舞台
ジャムおじさんのパン工場（ジャムおじさんのパンこうじょう）
初登場回 - TV第1話「アンパンマン誕生」
アンパンマン、ジャムおじさん、バタコさん、めいけんチーズが住んでいる家の形の工場（メロンパンナ、クリームパンダは住んでいる描写はなく、たまに寝泊まりしている描写がある程度）。カバオくんたちの住む町から少し離れた草原に佇んでいる。長い煙突がついている。アンパンマン、ジャムおじさん、バタコさんの部屋があり（メロンパンナ、クリームパンダ用のベッドもある。映画『いのちの星のドーリィ』では、バタコさんの部屋で寝ている描写があるが、映画『夢猫の国のニャニイ』では、バタコさんの部屋とは別の部屋で寝ていた描写がある。）、ほかにも個室を備えている描写がある。パン作りの部屋は、パン生地をこねたり、大きなかまどでパンを焼いたり、あんこを作ったり、みんなで集まって話をするときに使う。手押しポンプ式の井戸がある。工作室は、機械の形や作り方を考えたり研究したりするときに使う。倉庫には小麦粉や色々な道具や機械を置いてあり、アンパンマン号の車庫にもなっている。やなせによると、パン工場の中の部屋は自由に移動するので定位置は無く、アンパンマン号をしまっている倉庫にはどんな大きなものでも入るとのこと。
アンパンマンの新しい顔を焼くのを防ぐため、ばいきんまんにしばしば襲撃されている。古くはテレビアニメ2話「アンパンマンとばいきんまん」から、節目となる回やテレビアニメ・スペシャルでよく襲われている。映画『勇気の花がひらくとき』『ブラックノーズと魔法の歌』では全壊してしまうが、アンパンマンたちやこてつちゃんらによって再建されている。その間、ジャムおじさんたちはアンパンマン号やテントで寝泊まりしている。
また、ばいきんまんによってパン工場が丸ごと空中に飛んで行ってしまったとき、ヨットについているような帆やオールを出して、方向を変える能力を兼ね備えていることが判明した。
バイキン城（バイキンじょう）
初登場回 - TV第1話「アンパンマン誕生」
ばいきんまんがバイキン島の上に築いた城。ばいきんまんの頭部を模した形をしており、ドキンちゃん、かびるんるん、ホラーマンが、それぞれに登場した時から居候している。ばいきんまんとドキンちゃんの部屋がそれぞれにあり、ほかは研究室のような部屋が多い。また、メインコンピューターのようなものもあり、そこで遠くの様子を観察できるほか、格闘ゲームができるなど、さまざまな機能がついている。そのコンピューターは、アニメ初期ではファミリーコンピュータ、現在ではスーパーファミコンのコントローラーのような形になっている。ドキンちゃんの部屋や研究室などはきれいに整頓されているが、倉庫などは非常に汚く、かびるんるんの住処になっている。さらに城の周りは断崖になっていて、UFOを使わなければ外へ出ることができないため、ばいきんまんに連れてこられたキャラクターはUFOを奪って逃げ出すことが多い。飛行機能を備えており、初期の話で数回移動させたことがある。まれにアクシデントなどで角が折れることもある。角は「スーパーアンテナ」と呼ばれる。舌はバイキンUFOやドキンUFOが発進するほか、大型バイキンメカのカタパルトとして使われる。大型のバイキンメカは、上部や背部に発射口を設けて出撃することもある。マジックハンドによる強力なパンチや、鼻の部分が飛び出すなど、各種の武装を備えている。トンカチどりによってドキン城（ドキンちゃんの顔の形をした城）に変えられたことがある。クリスマスの時期にはサンタクロースの帽子が被せられる。映画『ばいきんまんVSバイキンマン!?』では、バイキンマンに占領され、カラフルかつ多数の防衛用兵器（色とりどりのボールを発射する大砲や、バイキンUFOを打ち返すラケット、巨大な爆弾など）を備えた要塞に改造された。地下はバイキンメカの開発・整備のための工場 や、あらゆる書物が所蔵されている図書室になっている。
バイキン島（バイキンじま）
初登場回 - TV第1話「アンパンマン誕生」
ばいきんまんの形の島。バイキン城がある。ばいきんまんが卵型UFOで辿り着いて以来、本拠地にしている。テレビアニメ第13話A「アンパンマンとドキンちゃん」（1988年12月26日）では、ドキンちゃんの乗る卵型UFOを隕石と勘違いしたばいきんまんが、バイキン城を避難させるためにバイキン島から移動させながら、「さようならバイキンじま、おれの第二のふるさとが…」と別れを告げている。卵型UFOは逃げるバイキン城を追い掛けて体当たりするので、結局、島のほうは無事だった。バイキン島はアンパンマン達の住む地域からは遠く離れた海の向こうにあり、その場所はアンパンマン達にも分からない。空は黒雲に覆われており、常に雷が落ちている。テレビアニメ第563話Bパート「ばいきんまんとなみだちゃん」（2000年4月21日）では、ばいきんまんは雷が苦手なことになっているが、テレビアニメ第2話Aパート「アンパンマンとばいきんまん」（1988年10月10日）など、それ以外でのエピソードではしょっちゅう雷を利用している。
バイキンログハウス
初登場回 - TV第83話B「アンパンマンととうだいまん」
ばいきんまんの別荘的な存在で、アンパンマンたちが住む世界にある。
バイキン星（バイキンせい）
初登場回 - TV第1話「アンパンマン誕生」
ばいきんまん、ドキンちゃん、ばいきん仙人の故郷の惑星。ばいきんまん以外の菌のキャラクター（アカキンマン、アオキンマン、コキンちゃんなど）が住んでいる。
町（まち）
初登場回 - TV第4話A「アンパンマンとらくがきこぞう」
カバオくんたちが住む市街地。郊外は戸建住宅が、中心地は集合住宅や商店街が密集している。多くの住民が暮らし、食べ物も豊富にあるため、よくばいきんまんを初めとする敵キャラクター（黒バラ女王、かぜこんこん、どろみずまんなど）の標的にされる。町の広場ではジャムおじさん達がパンを配ったり、ゲストキャラクター（かつぶしまん、鉄火のマキちゃん、らーめんてんしなど）が料理を振る舞ったりする。映画・テレビアニメスペシャルではしばしば甚大な被害を受けるが、住民やアンパンマン達が一丸となって復興に尽力し、すぐ元通りになる。
町の学校（まちのがっこう）
初登場回 - TV第3話B「アンパンマンとしょくぱんまん」
みみせんせいが教師を務める小学校。カバオくん、ちびぞうくんなど町の子供たちが勉強している。平屋で教室は一つしか無い。

### 国
秋の国（あきのくに）
初登場回 - TV第107話「アンパンマンとなかゆび姫」
なかゆび姫、カゲロウ、いがぐりまんが住んでいる小さな国。毎年秋になると「秋祭り」を開く。
編み物の国（あみもののくに）
初登場回 - 2009年TVスペシャル「がんばれクリームパンダ!クリスマスの冒険」
木や家が毛糸に覆われている国。ニットさんやアミちゃんたちが住んでいる。住人たちは皆編み物が得意。
毛糸の城（けいとのしろ）
初登場回 - 1995年TVスペシャル「けいとのしろのクリスマス」
毛糸に覆われている城。カシミヤ姫やヤーン王子が住んでいる。
ひつじ村（ひつじむら）
初登場回 - TV第261話A「アンパンマンとけいとだまん」
けいとだまんやひつじくんが住んでいる村。
アリンコの国（アリンコのくに）
初登場回 - TV第320話B「アンパンマンとアリンコのくに」
アリンコキッドやアリアリ女王などの小さな蟻（あり）たちが住んでいる地底国。川の汁トンネルの奥にある。
アリンコ城（アリンコじょう）
初登場回 - TV第320話B「アンパンマンとアリンコのくに」
アリンコの国にあるアリアリ女王の城。
オーロラの国（オーロラのくに）
初登場回 - 映画第15作目「ルビーの願い」
天空に存在する、オーロラを作っている国。オーロラ姫とオーロラ娘たちが住んでいる。オーロラ姫の統治の元、オーロラ娘たちが絵具をつかってオーロラを描いている。オーロラを勝手に塗ってはいけないという掟があるが、ルビーがその掟を破ってしまい、オーロラの国から追放されてしまった。
おかしの国（おかしのくに）
初登場回 - TV第27話A「アンパンマンとおかしのくに」
『ヘンゼルとグレーテル』のお菓子の家のように、島全体がお菓子でできた国。シュークリーム姫、ケーキちゃん、プリンくんたちが住んでいる。中央には巨大なケーキでできた『シュガーマウンテン』がそびえ立つ。周囲には綿飴の雲が浮かんでいる。
おこさまランド
初登場回 - TV第91話B「アンパンマンとおこさまランチくん」
島全体が食べ物でできた国。おこさまランチくんやグリーンピース三兄弟が住んでおり、国の平和はおこさまランチくんが守っている。
おすしの国（おすしのくに）
初登場回 - TV第283話「アンパンマンとおすしのくに」
鉄火のマキちゃんの故郷の国。寿司職人たちが住んでいる。
大トロ城（おおトロじょう）
初登場回 - TV第283話「アンパンマンとおすしのくに」
大トロ殿様やいくら姫、エビくんたちが住んでいるおすしの国の城。
おとぎの国（おとぎのくに）
初登場回 - 映画第7作目「空とぶ絵本とガラスの靴」
シンデレラの本の中にある異世界。ガラスの靴がなくなったことで、荒れ果ててしまった。
ガラスの谷（ガラスのたに）
初登場回 - 映画第7作目「空とぶ絵本とガラスの靴」
ガラスでできた谷。ガラゴンの住むガラスの館がある。谷から生きて帰った者はいないらしい。
シンデレラ城（シンデレラじょう）
初登場回 - 映画第7作目「空とぶ絵本とガラスの靴」
シンデレラと王子様の住む城。ガラゴンのせいなのか、かなりの部分がガラスに覆われていた。
お化けの国（おばけのくに）
バケルくんやハロウィンマンなどのお化けたちが住んでいる国。出会った相手と同じ姿に化けるのがこの国の挨拶。
おもちゃの天国（おもちゃのてんごく）
初登場回 - TV第81話B「アンパンマンとおもちゃ天使」
おもちゃ天使が住んでいるおもちゃ城がある、空中に浮かぶ国。捨てられてしまい、命を与えられたおもちゃが暮らしている。
カスタードの国（カスタードのくに）
クリームパンダの故郷の国。
きのこの国（きのこのくに）
初登場回 - TV第51話B「アンパンマンときのこちゃん」
きのこちゃんやきのこブラザーズたちが住んでいる国。
きのこ谷（きのこだに）
初登場回 - TV第51話B「アンパンマンときのこちゃん」
おいしいキノコが生えている谷。
きのこ村（きのこむら）
初登場回 - 映画第14作同時上映「鉄火のマキちゃんと金のかまめしどん」
きのこの国にあるきのこまんたちの村。年に一度、『きのこ祭り』を開く。
恐竜の国（きょうりゅうのくに）
初登場回 - TV第47話A「アンパンマンとママザウルス」（TV版）、映画第5作目「恐竜ノッシーの大冒険」（映画版）
ノッシーやママザウルスなどの恐竜が住んでいる原始時代風の異世界。恐竜の町、命の木、翼竜の谷、ブラン湖、ゴロンゴラ高原がある。嵐が運んできた不思議な穴から出入りができたが、嵐が去ると同時に穴は塞がった。
恐竜の町（きょうりゅうのまち）
初登場回 - 映画第5作目「恐竜ノッシーの大冒険」
命の木（いのちのき）
初登場回 - 映画第5作目「恐竜ノッシーの大冒険」
翼竜の谷（よくりゅうのたに）
初登場回 - 映画第5作目「恐竜ノッシーの大冒険」
ブラン湖（ブランこ）
初登場回 - 映画第5作目「恐竜ノッシーの大冒険」
ゴロンゴラ高原（ゴロンゴラこうげん）
初登場回 - 映画第5作目「恐竜ノッシーの大冒険」
巨人の国（きょじんのくに）
初登場回 - TV第373話B「アンパンマンと巨人のくに」
雲の中にある、巨人たちが住む国。イギリスの童話『ジャックと豆の木』が元ネタ。
くるまの国（くるまのくに）
初登場回 - TV第183話B「アンパンマンとくるまの国」
セダンくんやクーペおじさんなどの自動車のキャラクターたちが住んでいる、岩山の中にある国。自動車の国だけに都市開発が進んでおり、ビルが多く立ち並んでいる。普段は入り口が閉じているが、自動車のクラクションを鳴らすと自動に開く。コントロールセンターが信号機をコントロールし、住人はその指示どおりに通行しているため、渋滞が発生しない。
クレヨンの国（クレヨンのくに）
初登場回 - TV第199話A「アンパンマンとクレヨンの国」
雲の中にある異世界。クレヨンマンとその仲間たちが住んでいる。すべてがクレヨンで描かれた絵が実体化された物でできている。
氷の国（こおりのくに）
初登場回 - TV第5話B「アンパンマンとらーめんてんし」
雪山と氷河がある、北の果ての氷雪気候の国。スケートリンクやスキー場もある。ユキダルマン、かぜこんこん、こおりおになどが住んでいる。北極や南極がモチーフとなっている。「北国」「氷の世界」と呼称されることもある。
オーロラ城（オーロラじょう）
初登場回 - TV第417話A「アンパンマンとオーロラ姫」
オーロラ姫が住んでいる城。
クリスマスの谷（クリスマスのたに）
初登場回 - TV第63話「アンパンマンとクリスマスの谷」
クリスマスプレゼントの実がなるクリスマスツリーの林がある谷。サンタクロースとルドルフが住んでいる。ナダレ谷の奥にあるサンタクロースの顔の形をした「サンタ岩」が入り口になっている。クリスマスの谷に行くためには、雪鬼がいるナダレ谷を通らなければならない。サンタクロースだけがその場所を知っていると言われている（歌『クリスマスの谷』より）。
氷の城（こおりのしろ）
初登場回 - 映画第1作目「キラキラ星の涙」、TV第157話B「アンパンマンと氷の女王」（TVデビュー）
氷の女王とゆきおおかみが住む、氷でできた城。氷の宮殿ともいう。
つららの谷（つららのたに）
初登場回 - TV第168話A「アンパンマンとつららちゃん」
つららちゃんが住んでいる谷。
トナカイ山（トナカイやま）
初登場回 - 2010年TVスペシャル「赤鼻チャッピー 勇気のクリスマス」
中が学校になっている、トナカイの形をした山。トナカイの子供たちが立派なトナカイになるために勉強している。
ナダレ谷（ナダレだに）
初登場回 - TV第63話「アンパンマンとクリスマスの谷」
雪鬼が住んでいる谷。
ペンギン村（ペンギンむら）
初登場回 - TV第120話B「アンパンマンと恐怖のこおり鬼」
ペンギンぼうやとペン子が住んでいる、氷でできた村。こおりおにに襲われたことがある。
ジグソーパズルの国（ジグソーパズルのくに）
初登場回 - TV第290話「アンパンマンとジグソーパズルの国」
洞穴の奥にある異世界。すべてがジグソーパズルで作られている。ジグソーくんが住んでいる。
シュガーランド
初登場回 - TV第242話B「アンパンマンとシュガーランド」
金平糖の形をした島にある砂糖菓子の国。キャンディナイトやキャンディ姫、コンペイトウマンが住んでいる。ケーキやアイスクリームを模した『シュガーランド城』や水飴が流れる川、角砂糖で造られた橋、綿飴の森など、あらゆる物がたくさんの甘いお菓子や砂糖でできている。
スパイスの国（スパイスのくに）
スパイス王子やマスタード男爵が住んでいる国。
たまごの国（たまごのくに）
初登場回 - TV第447話「アンパンマンとパクパク竜」
卵の形の城とおしる湖（汁粉でできた湖）がある国。たまご姫やパクパク竜たちが住んでいる。国旗は赤地に目玉焼きをあしらったデザイン。黄色い空が広がっている。アンパンマンたちの住んでいる世界とは海底のトンネルで繋がっている。
地底国・モグー（ちていこく モグー）
初登場回 - TV第277話「すすめ!アンパンマン号」
「ファイヤーストーン」を守り、その石のエネルギーで生活している地底の国。アースやその家族が住んでいる。
中華の国（ちゅうかのくに）
初登場回 - TV第215話A「らーめんてんしと中華の国」
らーめんてんし、ぶたまんまん、チャーハン王子、ショウロンポー三兄弟などの中華料理の名人が住んでいる中華街の国。
シュウマイ寺（シュウマイでら）
初登場回 - TV第177話B「アンパンマンとシューマイおしょう」
シュウマイ和尚やシュウマイ姉妹が住んでいる寺。
つみきの国（つみきのくに）
初登場回 - TV第10話A「アンパンマンとつみきのしろ」
積木でできた「つみきの城」がある国。ガランガラ大臣と三つ子の王子が住んでいる。アンパンマンたちの住んでいる世界とは小さな積木の門で繋がっている。
てんとう虫の国（てんとうむしのくに）
初登場回 - TV第223話B「アンパンマンとてんとう虫のくに」
花の中にある小さな国。ナナホシくんと仲間の昆虫たちが住んでいる。
トランプの国（トランプのくに）
初登場回 - TV第73話A「アンパンマンとトランプマン」
鏡の中にある、トランプでできた国。国の平和はジョーカーが魔法の杖で守っている。手品を披露し皆を楽しませるカーニバルが行われる。
ドリアン王国（ドリアンおうこく）
ドリアン王女やアボガドじいやが住んでいるフルーツの国。
流れ星の国（ながれぼしのくに）
初登場回 - TV第171話B「アンパンマンとながれ星の国」
宇宙を飛んでいる星屑の塊の中にある異世界。チンクルやその家族と仲間たちが住んでいる。流れ星を飛ばす工場がある。
ナッツの国（ナッツのくに）
アーモンド王子やピスタチオが住んでいる国。ジャムおじさんの言うには、美味しいナッツがたくさん穫れるとても美しい国であり、この国の王子は勉強の旅をする習わしが昔からあるという。
虹の国（にじのくに）
初登場回 - TV第43話A「アンパンマンとにじのくに」
虹の中にある、虹色の綺麗な国。レインボー王子や虹の子たちが7色の美しい虹を作っている。虹は機織りの要領ですべて虹の子たちによる手作業で作られている。
ねこの国（ねこのくに）
初登場回 - TV第48話A「アンパンマンとねこのくに」
やまねこ大王やニャンコックが住んでいる国。
はぐるまの国（はぐるまのくに）
初登場回 - TV第318話A「アンパンマンとはぐるまのくに」
何でも歯車でできている国。はぐるまんとその仲間たちが住んでいる。
パラソルランド
初登場回 - 映画第24作同時上映「リズムでてあそび アンパンマンとふしぎなパラソル」
パラソルパラコさんが住んでいる国。湖の真ん中にパラソルを逆さにしたような形をした城がそびえ立っている。周辺にはパラソルを象った雲が浮かんでいる。
フラワーランド
初登場回 - TV第226話B「アンパンマンとフラワーひめ」
花の形をした島に綺麗な花畑や花の形の宮殿がある国。フラワー姫たちが住んでいる。
ホラホラ王国（ホラホラおうこく）
ホラ・ホラコとほらがい男爵が住んでいる、海底の空洞にある王国。
マイマイ王国（マイマイおうこく）
初登場回 - TV第56話「アンパンマンとまいごのマイマイ」
貝殻でできた宮殿やサンゴ礁がある海底の王国。マイマイの親子が住んでいる。
みずうみの国（みずうみのくに）
初登場回 - TV第145話B「アンパンマンとみずうみの国」
湖の底の空洞にある国。みずうみ姫と水の子が住んでいる。パン工場や町で使われる生活用水は、この国から川を通じて行き届いている。
水の木（みずのき）
初登場回 - TV第145話B「アンパンマンとみずうみの国」
みずうみの国にある巨大な木で、逆さまに生えている。上の根が湖の水を吸い取って浄化し、再び湖に戻している。
水たまりの国（みずたまりのくに）
初登場回 - TV第258話A「アンパンマンと水たまりのくに」
水たまりの底にある異世界。雨が上がり水たまりができるとアンパンマンたちの住む世界と行き来することができるが、地面が乾いて水たまりが消えると帰れなくなってしまう。みずたま姫やアクアちゃんたちが住んでいる。住人は「水のダンス」を踊ることで周囲の水を操ることができ、この力で雨水を川や湖に戻している。
めいろの国（めいろのくに）
初登場回 - TV第132話B「アンパンマンとめいろのくに」
めいろんろんが住んでいるめいろ島にある国。
もぐらの国（もぐらのくに）
初登場回 - TV第124話A「アンパンマンともぐらの国」
モグラたちが住んでいる地底国。もぐらの長老がこの国の指揮を執っている。
もみじの国（もみじのくに）
初登場回 - TV第450話B「アンパンマンともみじの国」
もみじ王子が住む宮殿と紅葉（もみじ）の森がある国。
モヤシ王国（モヤシおうこく）
初登場回 - TV第167話A「アンパンマンとモヤシ王子」
モヤシの形をしたモヤシ山の中にある王国。モヤシ王子とモヤシ大王が住んでいる。モヤシ畑が宝物。
ヤーダ国（ヤーダこく）
初登場回 - 映画第2作目「ばいきんまんの逆襲」
ヤーダ姫とレッサーが住んでいる水晶の都の国。住民はみんな怠け者なせいで、遠い昔に荒れ果ててしまったが、メコイスの壺の魔法で綺麗に蘇った。
夢の国（ゆめのくに）
初登場回 - TV第413話B「アンパンマンとゆめのくに」
夢の中の世界にある国。ねむねむおじさんやゆめのこうまが連れて行ってくれる。現実の世界と比べて立体感が少なく写実性の低い光景が広がっている。
ハテナの塔（ハテナのとう）
初登場回 - TV第899話A「ばいきんまんとハテナのとう」
夢の世界にある塔。強い者だけが入れるという。ハテナ姫やナゾボーがいる。
りんごの国（りんごのくに）
初登場回 - TV第154話A「りんごちゃんとアプル王子」
りんごちゃんとアプル王たちが住んでいて、おいしいリンゴを栽培している国。建物から水門まであらゆるものがリンゴをあしらったものになっている。豊富な河川を利用したリンゴの内陸水運が盛んとなっている。青果としてのリンゴはもちろん、リンゴジュースやアップルパイなども生産しており、もぎたてのリンゴを即時加工する技術が発達している。
りんご村（りんごむら）
初登場回 - TV第13話B「アンパンマンとりんごちゃん」
りんごの国にあるりんごちゃんの村。

### 島
いろえんぴつ島（いろえんぴつじま）
初登場回 - TV第241話A「アンパンマンといろえんぴつの島」
建物や草花などが鉛筆の形をした島。いろえんぴつまん達が住んでいる。いろえんぴつまんが短くなったチビいろえんぴつは、この島に戻ることで新しく生まれ変わる。
うみがめ島（うみがめじま）
初登場回 - TV第399話「アンパンマンと海賊ロブスター（後編）」
ウミガメの形をした島。海賊ロブスターが住んでおり、島の宝を守っている。島の中央には鍵盤を模した岩があり、宝の地図に書かれている楽譜どおりに鍵盤を踏むと湖底から宝が出現するが、持ち出すと島全体や周囲の海が大噴火を起こしてしまう。ばいきんまんたちが宝を盗み出したことで大惨事を招くが、アンパンマンと海賊ロブスターの活躍によって宝が返されたため、平穏を取り戻した。
おそうじ島（おそうじじま）
初登場回 - TV第180話B「アンパンマンとバケツくん」
おそうじまん、タワシくん、バケツくんなどの掃除の名人が住む、箒の形の島。花や木が清掃用具になっている。
おむすび島（おむすびじま）
初登場回 - TV第84話A「アンパンマンとおむすびじま」
キッキたちが住んでいる島。もともとは名もなき普通の島だったが、ばいきんまんに占拠されていたところをアンパンマンとおむすびまんに助けられ、島の村人たちが2人にお詫びと感謝の気持ちを込めて島の名前を「おむすび島」、入り江の名前を「アンパン港」と名付けられた。
おりがみ島（おりがみじま）
初登場回 - TV第151話B「アンパンマンとおりがみちゃん」
折り紙の形をした島。オリガ姫、おりがみまん、オリガミちゃんたちが住んでいる。鳥や虫も折り紙でできている。映画第4作目『つみき城のひみつ』では、つみき島と共に舞台となった。
オリガミの木（オリガミのき）
初登場回 - TV第151話B「アンパンマンとおりがみちゃん」
おりがみ島にある巨大な木。折り紙がたくさん実っている。
ガイコツ島（ガイコツじま）
初登場回 - 映画第7作目「ゆうれい船をやっつけろ!!」、TV第862話「ばいきんまんとドクター・ヒヤリの島」（TVデビュー）
ドクター・ヒヤリの住むヒヤリ城と頭蓋骨の形をした山がある島。テレビアニメでは「ドクター・ヒヤリの島」と呼ばれていた。
ヒヤリ城（ヒヤリじょう）
初登場回 - TV第260話「ドクター・ヒヤリとおばけの城」
お化け屋敷のような城。研究室があり、ドクター・ヒヤリが怪しげな研究をしている。
カブト島（カブトじま）
初登場回 - TV第384話A「アンパンマンとカブタン」
カブオオやカブタンが住んでいるカブトムシの形の島。
カラクロ島（カラクロじま）
初登場回 - TV第21話A「アンパンマンとバイキンロボット」
ばいきんまんが秘密基地にしている洞窟がある火山の島。最後はばいきんまんのせいで火山が怒ってしまい、激しい噴火が起こって島は海中に没した。島にいたばいきんまんはバイキンロボットが変形したUFOで逃走した。パン工場の仲間たち（アンパンマン、ジャムおじさん、バタコさん、めいけんチーズ）は、洞窟を通って逃げようとし、行き止まりとなった場所で困っていると床が筏（いかだ）のようになったので、それを使って脱出に成功している。
カレンダー島（カレンダーじま）
初登場回 - TV第64話A「アンパンマンとカレンダーマン」
カレンダーマンが住んでいる、カレンダーの形の島。アラビア数字がいっぱい書かれている。
キリガ島（キリガじま）
初登場回 - TV第191話B「アンパンマンとヨットのセーラーくん」
霧に閉ざされた島。イリオモテヤマネコの村人たちが住んでいる。
キンキンコオリ島（キンキンコオリじま）
初登場回 - TV第195話A「火の玉こぞうとヨウガンリュウ」
火山の周りを雪と氷が取り囲む北の島。ヨウガンリュウがこの島の火山に住んでいる。光の玉がなくなると火山が噴火してしまう。
ココナッツ島（ココナッツじま）
初登場回 - TV第262話「南の島のホワイトクリスマス」
ココナッツが実る南の島。ココナッツマンとココが住んでいる。
サカサマ島（サカサマじま）
初登場回 - TV第51話A「アンパンマンとサカサマ島」
雲の中に浮かぶ、土星の輪のような形の島。森の木が逆さまに生えていて、さかさまんや水中を泳ぐ鳥、空を飛ぶ魚、地上を歩くクジラなどが住んでいる。この島の中心にある島がミルク島である。
ミルク島（ミルクじま）
初登場回 - TV第51話A「アンパンマンとサカサマ島」
みるくぼうやが住んでいる、雲の中に浮かぶ島。その外周を土星の輪のように囲んでいる島がサカサマ島である。
サトウキビ島（サトウキビじま）
初登場回 - TV第1047話A「アンパンマンとちゅらおばあ」
島のおよそ半分がさとうきび畑の小さな南の島。ちゅらおばあとキビ太郎が住んでいる。気候や文化は沖縄本島に似ている。
サンドイッチ島（サンドイッチじま）
初登場回 - TV第174話B「アンパンマンとサンドイッチ島」
サンド姫やサンド四銃士が住んでいるサンドイッチの島。サンドイッチ城がある。
サンドイッチ城（サンドイッチじょう）
初登場回 - TV第174話B「アンパンマンとサンドイッチ島」
サンドイッチ島にあるサンド姫の城。城全体がパンとサンドイッチでできている。
チョコレート島（チョコレートじま）
初登場回 - TV第218話A「メロンパンナとチョコレート島」
あらゆる物がチョコレートでできた島。カカオくんや板チョコおじさんなどのチョコレート職人が住んでいて、自慢のチョコレートを発表するチョコレート祭りが開かれる。
つみき島（つみきじま）
初登場回 - 映画第4作目「つみき城のひみつ」
ブロック王子たちが住んでいる積木でできた島。一部のブロックを抜くと崩れることもある。隣にあるおりがみ島とは仲が悪かったが、間に折り紙と積木でできた橋が建てられ、協力しあっている。
つみき城（つみきじょう）
初登場回 - 映画第4作目「つみき城のひみつ」
つみき島にある積木でできた城。
ドラゴン島（ドラゴンじま）
初登場回 - 映画第3作目「とべ! とべ! ちびごん」
雨の守り神・ドラゴンの島で、ちびごんとホラーマンがいた。活火山があり、ジャングルが広がっている。
ドレミファ島（ドレミファじま）
初登場回 - TV第385話B「アンパンマンとドレミファ島」
大勢の楽器まんが住んでいる、ト音記号の形の島。ドレミ姫の住むドレミファ城がある。
ドレミファ城（ドレミファじょう）
初登場回 - 映画第15作同時上映「怪傑ナガネギマンとドレミ姫」
ドレミファ島にあるドレミ姫の城。
トロピカル島（トロピカルじま）
初登場回 - TV第670話A「アンパンマンとトロピカル島」
プリンセス・キウイ、プリンセス・パパイヤ、プリンセス・マンゴーの3人のお姫様が住んでいる南の島。南国のフルーツが実っている。
バード島（バードとう）
初登場回 - TV第605話A「メロンパンナとほしのとり」
鳥たちが住む島。星の鳥・クーの生まれ故郷。
パイナップル島（パイナップルじま）
初登場回 - TV第144話「アンパンマンとパイナップルマン」
パイナップルの形をした南の島。パイナップルマンやパインちゃんたちが住んでいる。おいしいパイナップルが実っている。
ハイビスカス島（ハイビスカスじま）
初登場回 - TV第810話B「アンパンマンとハイビスちゃん」
ハイビスちゃんが住んでいる、ハイビスカスの形をした南の島。
パズル島（パズルじま）
初登場回 - TV第36話A「アンパンマンとパズルどり」
パズル鳥が住んでいる、はてなマークの形の島。年に一度、パズルレースを開催する。
パズル城（パズルじょう）
初登場回 - TV第36話A「アンパンマンとパズルどり」
パズル島にある城。門の前にはなぞなぞ鳥が待ち構えており、なぞなぞを出してくる。
バナナ島（バナナじま）
初登場回 - 1990年TVスペシャル「みなみの海をすくえ!」
バナナマンやバンナたちが住んでいる常夏の島。バナナの形をした南の島で、おいしいバナナがたくさんなっている。
バナナ山（バナナやま）
初登場回 - 映画第24作目「よみがえれ バナナ島」
バナナ島にある山。地下が氷の洞窟となっている。バナナロケットが一台飛んできて、ロケットに当たった岩が付近の穴に落ちてしまう。そのときに氷の洞窟と繋がり、寒風が吹きだし始める。
ブラックロック島（ブラックロックとう）
初登場回 - 映画第15作目「ルビーの願い」
オーロラの雫がある南の島。黒雲に覆われた岩山と火山の島だったが、オーロラの雫が消滅したことによって黒雲が消え去り、自然が豊かな島に変わった。
プリン島（プリンじま）
初登場回 - TV第666話B「プリンちゃんとプリンセス・プリン」
おいしいプリンを作っているプリンの形の島。プリンセス・プリンたちが住んでいる。
フルーツ島（フルーツじま）
初登場回 - TV第55話A「アンパンマンとマスカット姫」
マスカット姫やレモンちゃんなどの果物のキャラクターたちが平和に暮らしている島。果物畑やマスカットの形の城がある。
ぶんぶん島（ぶんぶんじま）
初登場回 - TV第229話「ぶんぶん島の大冒険」
ぶんぶんやたくさんのミツバチが住んでいる島。『レインボー蜂蜜』を作る城がある。
ペンキ島（ペンキじま）
初登場回 - TV第184話A「ペンタくんとペンキマン」
ペンタくんが住んでいる島。この島の森はペンタくんが季節毎に色々な色に塗り替えている。
ポッカリ島（ポッカリじま）
初登場回 - TV第90話B「アンパンマンとしんじゅひめ」
アコヤたちが住んでいる巻貝の形の島。この島の近海の海底にお守りの大真珠がある。
魔法の島（まほうのしま）
初登場回 - 映画第6作目「リリカル☆マジカル まほうの学校」
雲の中に浮かぶ島。魔女先生やリリカなどの魔女が住んでいる。
魔法の学校（まほうのがっこう）
初登場回 - 映画第6作目「リリカル☆マジカル まほうの学校」
魔法の島にある学校。リリカやピピたちがこの学校で魔法の勉強をしている。
みどり島（みどりじま）
初登場回 - TV第325話「アンパンマンとみどり島」
すべての植物のためにある森林の島。あおば姫や大勢のあおば人が住んでいる。
みどりの島（みどりのしま）
初登場回 - TV第123話A「アンパンマンと木の精みどりちゃん」
おのまんやのこぎりまんが働いている森林の島。荒らされた場所はみどりちゃんが蘇らせてくれる。
ヤシ島（ヤシじま）
初登場回 - TV第214話A「かぜこんこんとヤッシーくん」
ヤッシーくんやヤシ族たちが暮らしている南の島。
ランドセル島（ランドセルじま）
初登場回 - TV第116話A「アンパンマンとランドセル島」
えのぐぼうやたちやカッターくん、ホッチンワニなどの文房具のキャラクターが住んでいる島。ランドセルの形の岩山があって、中は文房具の工場になっている。
ローソク島
初登場回 - TV第431話A「アンパンマンとローソク島」
ほのおくんとキャンドルちゃんが住んでいて、ろうそくを作っている島。町と山がろうそくを模しており、その山の炎でこの島が移動している。

### 城
アルミの城（アルミのしろ）
初登場回 - TV第715話A「アンパンマンとアルミはくしゃく」
アルミ伯爵が住んでいる、アルミでできた城。とても軽いため風が吹くだけで揺れてしまう。
うきぐも城（うきぐもじょう）
映画第14作目「ロールとローラ うきぐも城のひみつ」
雲の上にある、ローラ姫が住む城。空気の汚れを浄化して、綺麗な雨を降らす巨大な装置がある。まごころ草とバイキン草が咲く地帯がそれぞれ存在している。
うずまき城（うずまきじょう）
初登場回 - 1990年TVスペシャル「みなみの海をすくえ!」（TV版）、映画第12作目「人魚姫のなみだ」
バナナ島の近海の海底にある貝やサンゴでできた城。サニー姫とその家来であるうずまきまん、ヌラが住んでいて、汚れた海をきれいにしている。テレビアニメスペシャル『みなみの海をすくえ!』や映画『人魚姫のなみだ』の舞台でもある。
カステラ城（カステラじょう）
初登場回 - TV第488話「アンパンマンとカステラの城」
カステラ姫やカステラ男爵たちが住む、カステラの形の城。おいしいカステラを作るカステラ工場がある。
雲の城（くものしろ）
初登場回 - TV第492話B「くものモクちゃんとモクモク女王」
モクモク女王が住む、雲でできた城。空のかなたの空中に浮かんでいる。この城で空を飛ぶ者たちが一休みできる。
くろゆき城（くろゆきじょう） / こなゆきの城（こなゆきのしろ）
映画第17作同時上映「くろゆき姫とモテモテばいきんまん」
ゴミラの城（ごみらのしろ）
初登場回 - TV第50話「アンパンマンとゴミラ」
町の郊外にある、ゴミラが住む古城。ジャムおじさんが持っていた古地図によれば数百年前から存在していたが、初登場時にはゴミ捨て場になっていた。
サラダ城（サラダじょう）
初登場回 - TV第723話A「アンパンマンとサラダ姫」
サラダ姫、クレソンじいや、ビネガーが住んでいる、様々な野菜を模した城。
シャボン玉城（シャボンだまじょう）
初登場回 - TV第611話B「メロンパンナとしゃぼんだま姫」（TV版）、映画第19作目「シャボン玉のプルン」（映画版）
シャボン玉でできた雲の上にあるしゃぼんだま姫の城。シャボン玉を作る噴水がある。
映画『シャボン玉のプルン』のシャボン玉城は地上にあって、しゃぼんだま姫とシャボン玉ガールズが住んでいる。
空飛ぶパイの城（そらとぶパイのしろ）
初登場回 - TV第274話B「アンパンマンと空飛ぶパイの国」
ホワイトクリーム姫や自慢のパイを振る舞ってくれるコックたちが住んでいる城。
とんかつ城（とんかつじょう）
とんかつ姫が住んでいる城。
春の城（はるのしろ）
初登場回 - TV第122話B「アンパンマンとはるのしろ」
ケム姫やポポが住んでいる城。冬の間は氷で覆っている。
マーガレット城（マーガレットじょう）
初登場回 - TV第587話B「アンパンマンとマーガレット姫」
マーガレットの形の島にあるマーガレット姫の城。
マロン城（マロンじょう）
初登場回 - TV第309話B「アンパンマンとマロンくん」
マロンくんが住んでいる城。栗を使ったおいしいお菓子をご馳走（ちそう）するパーティーが開かれる。
水の城（みずのしろ）
初登場回 - TV第411話A「アンパンマンとみずのしろ」
しずくぼうやが住んでいる古城。湖の真ん中の小さな島にある。
モンブラン城（モンブランじょう）
初登場回 - TV第149話A「アンパンマンとマロン姫」
マロン姫やモンブラン王たちが住んでいる、モンブランケーキと栗を模した城。
ゆうれい城（ゆうれいじょう）
初登場回 - TV第40話「アンパンマンとどんぶりまんトリオ」
おにびこぞうやストローこうもりが住んでいる古城。
ゆず城（ゆずじょう）
初登場回 - TV第503話B「メロンパンナとゆず姫」
ゆずの実がなる森の中にある小さな城。ゆずひめとゆずじいやが住んでいる。二人の乗る鳩もここで飼われている。

### 森林
あくまの森（あくまの森）
映画第4作同時上映「あかちゃんまんの大冒険 - アンパンマンとゆかいな仲間たち（Aパート）」
あんずの森（あんずのもり）
いちごの森（いちごのもり）
初登場回 - TV第137話B「アンパンマンとイチゴ仮面」
イチョウの森（イチョウのもり）
初登場回 - TV第1192話A「ちゃわんむしまろとぎんなんぼうや」
オオカミ森（オオカミもり）
初登場回 - TV第627話B「アンパンマンとオオカミおばけ」
ちびおおかみが住んでいる森。
おばけの森（おばけのもり）
初登場回 - TV第20話A「アンパンマンとおばけのもり」
ポン太が住んでいる暗い森。お化けが出ると噂されている。
カレンの森（カレンのもり）
初登場回 - TV第32話B「アンパンマンとカレンのもり」
川に囲まれた蝶の形の森。綺麗な花畑がある。カレンとハニーが住んでいる。
きのこの森（きのこのもり）
初登場回 - TV第352話A「アンパンマンとキノコの森」
いろんな種類の巨大なキノコが森になっている場所。シャンピニオン王子が守っている。キノコでできた公園がある。
暗がりの森（くらがりのもり）
初登場回 - TV第579話A「よわむしおばけのビクビクちゃん」
ビクビクちゃんが住んでいる古い洋館がある暗い森。
くらやみ森（くらやみもり）
初登場回 - TV第85話B「アンパンマンとかさおばけ」
かさおばけが住んでいる暗い森。木が全部茂っていて、地下に雨降らしの壺が隠されている。
くるみの森（くるみのもり）
初登場回 - TV第442話B「カレーパンマンとクルミちゃん」
さかさまんの森（さかさまんのもり）
初登場回 - TV第353話B「アンパンマンとさかさまんのもり」
サトウカエデの森（サトウカエデのもり）
初登場回 - TV第371話A「ホットケーキマンとシロップちゃん」
しあわせの木（しあわせのき）
初登場回 - TV第102話B「アンパンマンとしあわせの木」
森の中にある大きな古い木。リィとリィのおじいさんが住んでいる。夢を心に描いたり願い事をすると葉の色が変わり願いを叶（かな）えてくれる不思議な力が宿っている。
つくしの森（つくしのもり）
初登場回 - TV第170話A「アンパンマンとすいこみどり」
つくしくんが住んでいる森で、山菜が取れる場所。巨大なつくしが何本も生えている。
つばきの森（つばきのもり）
初登場回 - TV第131話「つばき姫とこどもまつり」
ツバキの花がたくさん咲いている森。つばき姫とかしわもちまんが住んでいる。柏餅の葉を使い森の中へ入る(バイキンUFOなど飛行能力がある物があれば柏餅の葉がなくても出入りできる)が、喧嘩（けんか）や悪事をしているとつばきの森の入り口の茨に捕まってしまう。
てんぐの森（てんぐのもり）
初登場回 - TV第263話B「アンパンマンとてんぐぼうや」
天狗の顔の形をした岩山がある森。こてんやだいてんが住んでいる。天狗の葉団扇の能力の呪文は「てんてこまいですってんてん」。
ドクダミの森（ドクダミのもり）
初登場回 - TV第690話A「アンパンマンとドクダミ夫人」
ドクダミ夫人が住んでいる暗い森。体に良いドクダミが育てられている。
ドデカツリー
初登場回 - 映画第17作目「ハピーの大冒険」
ぴいちく森（ぴいちくもり）
初登場回 - TV第11話B「アンパンマンとぴいちくもり」
ピリマちゃんとその他の鳥たちが住んでいる森。
魔女の森（まじょのもり）
初登場回 - TV第18話A「アンパンマンまじょのくにへ」
魔女やマゴマジョが住んでいる森。住人の魔法の元は魔法の帽子で呪文は「マジパン・ドジパン・フライパン」。
木琴の森（もっきんのもり）
初登場回 - TV第921話A「クリームパンダともっきんまん」
もりそば森（もりそばもり）
初登場回 - TV第429話A「おむすびまんとアングリラ」
もりそば村（もりそばむら）
初登場回 - TV第1022話A「かつぶしまんとかぜこんこん」
誘惑の森（ゆうわくのもり）
初登場回 - TV第986話B「アンモナイトくんと星のうみ」
星のうみへ向かうアンパンマンたちが道中に訪れた森。巨大なクモの巣が張られており、中央にはピンク色の光を放つ宝玉が座している。この宝玉を盗ろうとすると、森の主と思しき巨大なクモに襲われてしまう。

### 水域
オソレ沼（オソレぬま）
初登場回 - 映画第1作目「キラキラ星の涙」
怪物（ドロンコ魔王）が出るという恐ろしい沼。
ドロンコ魔王がアンパンマンたちの星を征服する足掛かりとして森や町を泥で侵食し飲み込んで作り上げたテリトリー。外部は山のように大きく広がっており、夜になると奪ったキラキラの涙の光が不気味に赤黒く光りだす。内部はアンパンマン号やバイキンロボット3号（ダダンダン）のライトの光も役に立たないほどの暗闇に包まれ、深部は古代の植物が生い茂る極めて不気味な領域と化している。ドロンコ魔王が浄化されると、オソレ沼は美しい緑あふれる地へと蘇った。
ぎんいろの湖（ぎんいろのみずうみ）
初登場回 - TV第679話A「アンモナイトくんとぎんいろの湖」
コーヒー湖（コーヒーこ）
初登場回 - TV第78話A「アンパンマンとかいじゅうモカ」
モカが守っているコーヒーでできた湖。湖岸においしいコーヒーを作る工場がある。ジャムおじさんはコーヒー湖のコーヒーが1つの楽しみである。
電池沼（でんちぬま）
初登場回 - TV第247話A「アンパンマンとデンチくん」
電池の形をした岩山の天辺にある、電流が流れている沼。デンチくんとでんきくらげまんが住んでいる。
ナマズ池（ナマズいけ）
初登場回 - TV第35話B「アンパンマンとナマズマン」
ナマズマンとナマ吉が住んでいる池。
ビー玉川（ビーだまがわ）
初登場回 - TV第410話A「アンパンマンとびいだまん」
ビー玉が大量に沈んでいる美しい川。びいだまんとびいたんが守っている。
ふしぎな泉（ふしぎないずみ）
初登場回 - 映画第6作同時上映「メロンパンナとあかちゃんまん - みんな集まれ! アンパンマンワールド（Bパート）」
ばいきんまんが見つけたふたつの泉。幼児化する赤い泉と成長化する青い泉に分かれている。
ふしぎ沼（ふしぎぬま）
初登場回 - TV第434話A「アンパンマンとふしぎ沼」
ヌマッチが住んでいる沼。
星のうみ（ほしのうみ）
初登場回 - TV第986話B「アンモナイトくんと星のうみ」
幻と言われている不思議な入り江。満月が昇ると水面が虹色に輝き出し、空一面が虹色と星に覆われる。アンモナイトくんとアンパンマンたちが観に出掛けたが、迷路が張り巡らされた洞窟など様々な試練を乗り越えることとなった。周囲の砂浜は宝石のように輝いているが、持ち帰ろうとするとただの砂に戻ってしまう。
ほたる池（ほたるいけ）
初登場回 - TV第194話B「アンパンマンとほたる姫」
ほたる族が住んでいる池。
みどり池（みどりいけ）
初登場回 - TV第385話A「アンパンマンとおばけの池」

### 谷
藍色谷（あいいろだに）
初登場回 - TV第1346話B「あかちゃんまんとオーロラのこうま」
中央に「オーロラの街灯」がある、森に覆われた谷。街灯の明かりはその日の夜にオーロラが現れることを告げる。オーロラが現れると明かりもオーロラの色に変わり、その光はオーロラの子馬であるスピカに力を与える。
黄金の谷（おうごんのたに）
初登場回 - TV第470話「アンモナイトくんと黄金の谷」
南の大陸にある黄金でできた谷。黄金のちょうちょが守っている。
化石の谷（かせきのたに）
初登場回 - TV第401話A「アンパンマンと化石の魔王」
化石の魔王を封じた壺が隠されていた洞窟がある谷。
きりきり谷（きりきりだに）
初登場回 - TV第103話A「アンパンマンときりふきせんにん」
きりふき仙人が住んでいる、霧が立ち込める谷。
クック谷（クックだに）
靴の職人が住んでいる谷。
くらやみ谷（くらやみだに）
初登場回 - TV第335話「アンパンマンとくらやみ谷」
ロールパンナが住んでいる真っ暗な谷。映画『てのひらを太陽に』では、ブラック大魔王を封印した壺が奥深くに隠されている。
光の谷（ひかりのたに）
初登場回 - 映画第10作目「てのひらを太陽に」
アンパンマンがブラック大魔王を封印した後、くらやみ谷が変貌した姿。
コロリン谷（コロリンだに）
初登場回 - TV第52話B「アンパンマンとコロリン谷」
秋の昆虫たちが住んでいる谷。コロリンが自慢の歌声を披露する音楽会を開いている。
水晶の谷（すいしょうのたに）
初登場回 - TV第201話A「あかちゃんまんとメロンパンナちゃん」
ドクロ谷（ドクロだに）
初登場回 - TV第306話A「ドクロ谷のロールパンナ」
虹の谷（にじのたに）
初登場回 - 映画第1作目「キラキラ星の涙」
光の涙が隠された洞窟がある場所で、アンパンマンが来たときはモノクロ色の風景だった。光の涙の封印をといたおかげで美しい虹色の谷へと変わった。
パズル谷（パズルだに）
初登場回 - TV第182話A「アンパンマンとすなのしろ」
ジグソー王子やパズル姫が住んでいるジグソーパズルの谷。川の水が谷の宝。
パラソル谷（パラソルだに）
初登場回 - TV第71話B「アンパンマンとパラソルマン」
パラソルこぞうが住んでいる村がある谷。村長はパラソルじいさん。
闇の谷（やみのたに）
初登場回 - TV第194話A「ピカリンとやみの女王」
やみの女王が住んでいる、黒雲のような暗闇が立ち込める谷。
りんりん谷（りんりんだに）
初登場回 - TV第209話B「アリンコキッドとりんりん谷」
小さなスズムシたちが住んでいる谷。

### 寺
いしうす寺（いしうすでら）
初登場回 - TV第519話A「アンパンマンといしうす和尚」
いしうす和尚が住んでいる、すべて石でできている寺。
かんぴょう寺（かんぴょうでら）
初登場回 - TV第756話A「アンパンマンとかんぴょう和尚」
かんぴょう和尚が住んでいる寺。
くさもち寺（くさもちでら）
初登場回 - TV第315話A「アンパンマンと草もちおしょう」
くさもち和尚が住んでいる寺。屋根の上に巨大な草餅が乗っている。
けんちん寺（けんちんでら）
初登場回 - TV第526話A「アンパンマンとけんちん和尚」
けんちん和尚が住んでいる寺。
こんにゃく寺（こんにゃくでら）
初登場回 - TV第64話B「アンパンマンとコンニャクおしょう」
こんにゃく和尚やコンニャク小坊主、たらのめタラちゃんが住んでいる寺。
そうめん寺（そうめんでら）
初登場回 - TV第343話B「アンパンマンとそうめんおしょう」
そうめん和尚が住んでいる寺。
だいふく寺（だいふくでら）
初登場回 - TV第606話B「ばいきんまんとだいふく和尚」
だいふく和尚が住んでいる寺。屋根の上に巨大な大福餅が乗っている。
てんぷら寺（てんぷらでら）
初登場回 - TV第404話B「てんどんまんとてんぷらおしょう」
てんぷら和尚が住んでいる寺。屋根の上に巨大なえび天が乗っている。
にんにく寺（にんにくでら）
初登場回 - TV第117話A「アンパンマンとニンニクおしょう」
にんにく和尚やにんにくこぞうが住んでいる寺。屋根の上に巨大なにんにくが乗っている。

### 星
キラキラ星（キラキラぼし）
初登場回 - 映画第1作目「キラキラ星の涙」、第11作目「勇気の花がひらくとき」
ナンダ・ナンダー姫やキララ姫たちが住む円錐状（えんすいじょう）の星。平面に星の住人が居住している。平面の外縁部に尖塔（せんとう）となっている宮殿がある。
映画「キラキラ星の涙」では、とても平和で美しい星であったが、ドロンコ魔王の襲来によって見るも無惨に変わり果てた荒廃した星になってしまう。 なお、本編終了後のエンドロールではキラキラの涙を取り戻したことによる復興の様子が描かれているが、実際にはドロンコ魔王の襲来を逆再生したものになっている。
クロワッサン星（クロワッサンせい）
初登場回 - TV第38話B「アンパンマンとみかづきまん」
クロワッサンの形をした星。すべてが食べ物でできており、クロワッサンが名物。クロワッサン王子やみかづきまんたちが住んでいる。
鉄の星（てつのほし）
初登場回 - TV第367話「アンパンマンとてつの星」
鉄や鉄製品を作っている星。星全体が鉄でできている。こてつちゃんやこてつじいさんが住んでいる。
デビルスター
初登場回 - 映画第21作目「だだんだんとふたごの星」
キララとキラリが作る星の輝きがなくなると現れる悪魔の星。外見は顔の様な姿をした小惑星であり、今までの敵キャラクターと異なり生気が全くないが、自我はあるらしく、近づいてきたアンパンマンを狙って目から電撃を放ったり、攻撃してきたしょくぱんまんたちに対して雷のカウンター攻撃を仕掛けたりする描写がある。常に黒雲と黒い雷を伴っていて、黒い雷に当たると石のように固まってしまう。すべての世界を滅ぼす力があるといい、クロワッサン星やヤーダ星、鉄の星を全滅させながらアンパンマンワールドに近づいてきた。非常に硬く、アンパンチでもびくともしない。最後はジャイアントだだんだんに押し戻され、星の輝きを受けたアンパンマンの「スターライトアンパンチ」で粉々になった。
どびん星（どびんせい）
どびんむし姫が住んでいる星。
虹の星（にじのほし）
初登場回 - 映画第9作目「虹のピラミッド」
レインボー王子や虹の子達が暮らしている星。なお、ここの住人は虹の国の者とは別人である。
パール星（パールせい）
初登場回 - TV第77話A「アンパンマンとパール王子」
パール王子やパール女王が住んでいる星。住人たちは魔法の杖・パールスティックを持っていて、空飛ぶ船で移動する。
フルーツ星（フルーツせい）
初登場回 - TV第596話「アンパンマンとスターフルーツ」
スターナが住んでいる星。願い事を叶える流れ星が生まれると言う、スターフルーツを実らす大きな木が生えている。
ヘンテ星（ヘンテせい）
初登場回 - 映画第23作目「すくえ! ココリンと奇跡の星」
ココリンたちが住んでいる星。
ヤーダ星（ヤーダせい）
初登場回 - 映画第13作目「ゴミラの星」
ヤーダ姫が治める星。宇宙のごみを処理する流れ星であったが、ダストホールの力が弱まったことでごみが溜（た）まりすぎてしまったために、星全体がごみで埋め尽くされ、ヤーダ姫以外の住民は星から逃げ出してしまっていた。
ダストホール、ダストマウンテン
初登場回 - 映画第13作目「ゴミラの星」
宇宙のごみを処理する場所で、巨大な穴のダストホールでごみを吸い込み、火山のダストマウンテンで燃やしていた。しかしダストホールの吸引力が弱まってしまったために、処理されないごみでヤーダ星全体が埋め尽くされてしまった。
ラップ星（ラップせい）
ラッピーが住んでいる星。
ドリーム彗星（ドリームすいせい）
初登場回 - 映画第16作目「夢猫の国のニャニイ」
100年に一度アンパンマンワールドに近づく彗星。この彗星が近づくと、アンパンマンワールドの住人は同じ夢を見る。ニャニイがいなくなったことで、本来の青色から赤く変色してしまい、悪夢を見せるようになった。
夢猫の国（ゆめねこのくに）
初登場回 - 映画第16作目「夢猫の国のニャニイ」
ドリーム彗星内にある夢猫という不思議な猫のいる国。守護者であるニャニイがいなくなったため、荒れ果ててしまった。
ネムネムの木（ネムネムのき）
初登場回 - 映画第16作目「夢猫の国のニャニイ」
夢猫の国に生えている木。この木に生えている「ネムネムの実」はニャニィの栄養源であり、また数多く倒されてしまうとムーマを蘇らせてしまう。

### 町・村・里
いちご村（いちごむら）
イチゴちゃんが住んでいる村。
オランウータンの村（オランウータンのむら）
初登場回 - TV第9話A「アンパンマンとそっくりぱん」
ウータンが住んでいる村。
キャットタウン
初登場回 - TV第267話A「アンパンマンと夕日のキャットマン」
早撃ちジョーやジョディが住んでいる猫の町。同じ作者の「ニャニがニャンだー ニャンダーかめん」の舞台でもある。
クッキング村（クッキングむら）
初登場回 - TV第45話B「アンパンマンとモグラドン」
こしょうぼうやとしおぼうやたちが住んでいる、食材を調味料を作る村。コルクぼうやが働く葡萄園がある。
ケンダマ村（ケンダマむら）
ケンダマンが住んでいる村。
しょうが村（しょうがむら）
スキヤキの里（スキヤキのさと）
初登場回 - TV第583話A「しらたき姫とスキヤキの里」
しらたき姫やその家来が住む『すきやき城』のある里。すきやき城の台所では住人たちが競い合いながらも協力しておいしいすき焼きを作っている。
西部（せいぶ）
初登場回 - TV第30話B「アンパンマンとハンバーガーキッド」
西部開拓時代を思わせるような町並みや地形をしている。海底と同じく、まれに地名などは登場するが『西部』と呼称されることが多い。劇場版などの公式の紹介にも『西部』と表示されている（映画『やきそばパンマンとブラックサボテンマン』など）。また、ハンバーガーキッドとやきそばパンマンが共演するまで、今まで互いを知らなかったことからかなり広大な面積なのが窺（うかが）える。
ドッチボールシティ
初登場回 - TV第576話A「ハンバーガーキッドとカップラーメンマン」
クマ市長とその家族が住んでいる西部の町。
ハッピー牧場（ハッピーぼくじょう）
初登場回 - TV第30話B「アンパンマンとハンバーガーキッド」
ナキウサギの親子が営んでいる牧場。
たぬき村（たぬきむら）
タヌキのくろべえが住んでいる村。村のタヌキたちは皆化けるのが得意。
ちゃんちゃんこ村（ちゃんちゃんこむら）
初登場回 - TV第1249話B「あかちゃんまんとにんじゃのニャンジャ」
ちゃんちゃんこが作られている村。村人も皆ちゃんちゃんこを着ている。
つくし村（つくしむら）
初登場回 - TV第1241話A「ちゃわんむしまろとにんにくこぞう」
つくしの形をした建物が立ち並んでいる村。
忍者の里（にんじゃのさと）
初登場回 - TV第487話B「ばいきんまんとニンジャの里」
忍者のニャンジャの師匠であるネコジャラシが住んでいる里。
ピーナッツ村（ピーナッツむら）
初登場回 - TV第97話A「アンパンマンとピーナッツブラザーズ」
ピーナッツブラザーズが住んでいる村。
ひとくち村（ひとくちむら）
初登場回 - 映画第2作目同時上映「おむすびまん」、TV第462話A「こむすびまんとおダンゴちゃん」（TVデビュー）
こむすびまんの故郷の村。団子作りやおむすび作りが自慢。
ひなた村（ひなたむら）
初登場回 - TV第431話B「アンパンマンとキャベツマン」
キャベツマン、ポテトくんなど野菜のキャラクターが住んでいる村。野菜畑がたくさんある。
ひなの里（ひなのさと）
初登場回 - TV第221話A「アンパンマンとたのしいひなまつり」
雛人形のキャラクターたちが住んでいる里。
もろこし村（もろこしむら）
初登場回 - TV第89話A「アンパンマンともろこし村のコーンくん」
コーンくんが住んでいる村。トウモロコシ畑がある。

### 山
あめふり山（あめふりやま）
初登場回 - TV第102話A「アンパンマンとあめふりおに」
あめふりおにとアメちゃんが住んでいる山。
いがぐり山（いがぐりやま）
初登場回 - TV第208話A「アンパンマンとクリ・キン・トン」
三つ子のクリちゃん、キンちゃん、トンちゃんが住んでいる、毬栗（いがぐり）の形をした山。この山で取れたおいしい栗をクリちゃんたちが町の人々に分けている。
おさびし山（おさびしやま）
さび太郎が住んでいる山。
おそろし山（おそろしやま）
初登場回 - 映画第2作目同時上映「おむすびまん」、TV第460話A「アンパンマンとたぬきおに」（TVデビュー）
タヌキの顔の形をした岩山。たぬきおにやバットットが住んでいる。
お茶漬け山（おちゃづけやま）
初登場回 - TV第139話B「アンパンマンとお茶づけサクサクさん」
お茶漬けサクサクさんが住んでいる民家がある山。
柿山（かきやま）
初登場回 - TV第729話B「カレーパンマンとしぶがきじいさん」
しぶがきじいさんが住む民家と柿畑がある山。
くじら山（くじらやま）
初登場回 - TV第901話A「みんなだいすき!鉄火のマキちゃん」
栗の木山（くりのきやま）
初登場回 - TV第155話B「アンパンマンとクリスケさん」
クリスケさんが住んでいる栗の形の山。いかぐり山と同様、おいしい栗が取れる。
ケーキ山（ケーキやま）
初登場回 - TV第213話「とどけ!みんなのクリスマスケーキ」
ケーキくんが住んでいる、ケーキの形をした山。中はケーキ工場になっている。
さんかく山（さんかくやま）
初登場回 - TV第214話B「アンパンマンとさんかくまん」
さんかくまんが住んでいる三角形の山。
しかく山（しかくやま）
初登場回 - TV第162話B「アンパンマンとしかくおに」
しかくおにが住んでいる四角い山。
死神山（しにがみやま）
初登場回 - TV第39話B「アンパンマンとゆうきのはな」
遠い北の国にある山。山頂に「勇気の花」が咲いている。綺麗な空気や水に富んでいるが、頂上までの道のりは非常に険しい。
ジングル山（ジングルやま）
初登場回 - TV第163話「ふしぎなふしぎなジングルベル」
北の果てにある、鐘の形をした山。りんりんが住んでいる。
鈴の谷（すずのたに）
初登場回 - TV第163話「ふしぎなふしぎなジングルベル」
ジングル山の中にある谷。森林には鈴が実っていて、毎年クリスマスにはサンタクロースに届けるための金色と銀色の2つの鈴が実る。
たけのこ山（たけのこやま）
初登場回 - TV第231話A「かまめしどんとたけのこちゃん」
たけのこちゃんが住んでいるタケノコの形の山。
つけもの山（つけものやま）
初登場回 - TV第442話A「アンパンマンとたくわん和尚」

たくわん寺（たくわんでら）
初登場回 - TV第442話A「アンパンマンとたくわん和尚」
とんがり山（とんがりやま）
初登場回 - TV第105話B「アンパンマンとかきくけこちゃん」
ナンデスの山（ナンデスのやま）
初登場回 - TV第609話B「アンパンマンとケーナちゃん」
ケーナちゃんやコンドルさんが住んでる山。コンドルさんはここで青く輝く宝（夜に光る湖）を守っている。
やまいも山（やまいもやま）
初登場回 - TV第225話A「アンパンマンとトロロくん」
夕焼け山（ゆうやけやま）
初登場回 - TV第382話B「アンパンマンとほおずきちゃん」
トースター山（トースターやま）
しょくぱんまんが生まれた山。

### その他
あいうえおランド
初登場回 - TV第211話A「アンパンマンとあいうえおランド」
アイス工場（アイスこうじょう）
初登場回 - TV第295話A「メロンパンナとアイスマントリオ」
朝焼け高原（あさやけこうげん）
初登場回 - TV第453話「ジャムおじさんと黄金のこむぎ」
山の向こうにある高原。やぎじいさんの風車小屋がある。辺り一面に実る「黄金の小麦」は、やぎじいさんが一人で育てている。一年に一度しか見られない「光の道（崖の隙間から差し込む朝焼けの光）」が「朝焼けの泉」に反射することで川の水が黄金色に輝き出し、黄金の小麦が出来上がる。
うさぎ図書館（うさぎとしょかん）
初登場回 - 映画第7作目「空とぶ絵本とガラスの靴」
からくりランド
初登場回 - TV第539話A「ばいきんまんとからくりランド」
カラクリぐんないが住んでいる戦国時代風の遊園地。城内には様々なからくりが張り巡らされており、糸車のリフトや水車のジェットコースターなどのアトラクションもある。
カレーが丘（カレーがおか）
初登場回 - TV第44話B「アンパンマンとカレーまつり」
コケコッコ農場（コケコッコのうじょう）
初登場回 - TV第74話B「アンパンマンとたまごちゃん」
芝居小屋（しばいごや）
初登場回 - TV第271話A「アンパンマンとおでん一座」
でんでん一座が芝居の公演を行っている小劇場。おでん鍋を模しており、おでん串のオブジェと定式幕が飾られている。野外には大きな土鍋が設置されており、芝居を見に来てくれた来場者たちに一座がおでんを振る舞っている。
すずらんの園（すずらんのその）
初登場回 - TV第515話B「ちびぞうくんとすずらん姫」
月の都（つきのみやこ）
初登場回 - TV第183話A「アンパンマンと水の精ルナ」
水の精ルナとシルバが住んでいる海底遺跡。とんがり島の近海の海底にある。
ドーナツハウス
初登場回 - TV第126話B「赤ちゃんまんとベビードーナツ」
ドーナツマンが働いているドーナツを模した店。
時計の家（とけいのいえ）
初登場回 - TV第672話B「アンパンマンとふるどけいさん」
ふるどけいさんが住んでいる振り子時計を模した家。『時間の階段』と言う長い階段がある奥の部屋でいろんな過去の世界が大切に保存されている。振り子時計を模した入り口から好きな過去の世界へ入り込むことができるが、歴史が変わる危険性があるため、過去の人物に自身の存在を気づかれないよう注意が必要となる。膨大な量の過去が収納されているため、ふるどけいさんもどこにいつの過去があるのか把握しきれていない。
虹のピラミッド（にじのピラミッド）
初登場回 - TV第314話「砂の魔王と虹のピラミッド」（TV版）、映画第9作目「虹のピラミッド」（映画版）
砂漠の地中に埋もれた虹色のピラミッド。砂の魔王を封じた棺が奥深くに隠されている。映画「虹のピラミッド」では、レインボー王子と虹の子たちがすなおとこの呪いで封印されている。
ひまわりランド
初登場回 - TV第384話B「アンパンマンとひまわりちゃん」
ひまわりちゃんが開催している遊園地。
ピラフハウス
初登場回 - TV第587話A「カレーパンマンとピラフちゃん」
ピラフちゃんが働いている店。ピラフちゃんはここでピラフをご馳走してくれる。メニューはきのこピラフ、えびピラフなど。新メニューとしてカレーパンマンの顔を元にしたカレーピラフがある（カレーパンマンは美味しさのあまりにピラフちゃんの口癖が移ってしまった）。
風車小屋（ふうしゃごや）
初登場回 - TV第1話「アンパンマン誕生」
やぎじいさんが住んでいる小屋。パン工場で使う小麦粉はここで挽（ひ）かれている。
メコイスの塔（メコイスのとう）
初登場回 - 映画第2作目「ばいきんまんの逆襲」
メコイスの壺が隠されている塔。西の砂漠に沈んでおり、ヤーダ姫の「メコイス」という言葉に反応して地中から姿を現した。
野外劇場（やがいげきじょう）
初登場回 - TV第427話「メロンパンナのねむり姫」
海沿いに設けられた大規模な野外劇場。しらたまさんや小学校の生徒たちが芝居を披露したり、ドレミ姫や楽器まんたちがコンサートを開いたりする際に使われる。
山の分教場（やまのぶんきょうじょう）
初登場回 - TV第66話A「アンパンマンとエンピツぼうや」
山の中にある分教場。えんぴつぼうや達が勉強している。ジャムおじさん達やしょくぱんまんのパンの配達コースに入っている。
闇の世界（やみのせかい）
初登場回 - TV第166話B「アンパンマンとくらやみまん」
くらやみまんの体の中にある異世界。初登場時は彼1人が入れるほどの広さだったが、再登場以降は現実世界が荒廃したような広い空間を形成している。

## 小説
- 熱血メルヘン 怪傑アンパンマン
  - 『詩とメルヘン』誌の1975年1月号 - 1976年5月号に連載（結果として実現しなかったものの、第2部“冒険篇”の構想も立てられていた）。漫画家「ヤルセ・ナカス」と婦人記者の「ミテ・ミルカ」が狂言回しとして登場する[62]。大人向けの小説作品。最終回はアンパンマンが逮捕・収監され、ジャムおじさんが蒸発するという陰湿な結末だった。2013年刊行の『やなせたかし大全』にて特典として復刻。

## 漫画
- あんぱんまん
  - 『月刊いちごえほん』誌の1976年9月号 - 1982年7月号（休刊号）に連載。（1981年1月号以後は『アンパンマン』に改題）裸のアンパンマンが登場する、珍しい作品[63]。2016年、『だれも知らないアンパンマン やなせたかし初期作品集』として単行本化。
- あんぱんまん→アンパンマン[注 6]
  - 『あそびの国』誌の1982年から1994年まで連載。連載初期は上述のいちごえほん版の再録が中心だったが、アニメ放送開始前後の1988年から描き下ろしのストーリーとなり、アニメの原作に採用されたものに絵本やアニメに先んじてドキンちゃんやメロンパンナ、ロールパンナの誕生が描かれたこともあった。連載終了後の1995年から1996年にかけてフレーベル館から『ゆかいなアンパンマン』シリーズ（全15巻）として単行本化。ただし、収録されたのはアニメ開始後の1989年から連載終了までの60話分で一部はやなせの手で加筆修正が行われているものもある。
- とべ!アンパンマン
  - 『読売新聞 日曜版』の1990年1月1日付 - 1994年5月29日に連載。海外の新聞連載漫画（コミック・ストリップ）を意識した作りになっており、英訳と彩色が施された丁寧な作りが特徴だった。アンパンマンの関連施設の開設等でやなせが多忙を極め毎週連載が維持できなくなった為に連載終了となった。1991年に全3巻の単行本が発売されたもののほとんどが描き直されており、連載時のものはカバーイラスト等に使用されている。

## アニメ

### NHK総合版
日本テレビ版のテレビアニメが放送されるよりも以前の1979年3月13日に、NHK総合テレビの「春休みこどものひろば―おはなしえほん」の第二回目に「あんぱんまん」として放送された。脚本をやなせ自らが担当し、劇伴は後のシリーズ同様にいずみたくが、声の出演は中村メイ子がアンパンマン・ジャムおじさん・ばいきんまん・ナレーションの4役を担当、毛利厚がアニメーション制作を担当。その後、1979年7月、1980年4月、1981年3月、1982年7月にも再放送された。後にテレビシリーズの企画も持ち上がり、中村の続投も検討されていたものの『アニメ三銃士』に敗れたという。

### 16ミリ版
1984年、『アンパンマンとばいきんまん』と『アンパンマンまじょのくにへ』の2作品が16ミリのアニメ作品になったことがある。やなせによると、この16ミリ版はフレーベル館の自主制作でやなせはほとんど関与出来ず、当時のテーマソングだった『怪傑アンパンマン』が使用されているもののパン工場が街中にあるなどの設定改変や、絵本では明確に描かれなかったばいきんまんの最後を死亡したことにするなどのアレンジにかなりの不快感を示していたために市販化はされなかったが一部の図書館で視聴が可能。後述の日本テレビ版の関係者がアニメ化を打診しに来た際に資料映像としてプレゼンされたという。
- 演出：やすみ哲夫[注 8]
- 脚本：鈴木良武
- 作画：柳瀬譲二
- 美術：下道一範
- 製作協力：㈱メルヘン社
- 製作：イワヰ、日本ビデオセンター
- 制作・著作：フレーベル館

### 日本テレビ版
『それいけ!アンパンマン』のタイトルで、1988年10月3日に日本テレビで放映開始。当初は関東など一部のみでの放送で、4クールで終了する予定だったが、好評につき放送期間を延長し、日本テレビ系列局ほかでも順次時差ネットが開始された。2009年8月29日放送分で日本テレビ系アニメで初のレギュラー放送1000回を達成し、2018年に日本テレビ系アニメでは最長寿（1971年に放映開始し特番で続いているルパン三世シリーズを除く）の放送30周年を迎えた。

## 楽曲
日本テレビ版アニメで使用されている楽曲については、それいけ!アンパンマン#主題歌を参照。
怪傑アンパンマン
作詞：やなせたかし、作曲：いずみたく、編曲：大柿隆、歌：宮脇康之
ミュージカル「怪傑アンパンマン」の主題歌。1977年発売のLP『0歳から99歳までの童謡〔第2集〕』（東芝EMI TC-50070）に収録され、2014年発売のCD『やなせたかし・いずみたくからの歌のおくりもの「0歳から99歳までの童謡」』にも収録された。
その後、同題名で編曲：猪股義周、歌：ボニージャックスによるカバー版が発表された。
「快傑アンパンマン」の曲名で編曲：松山佑士、歌：坂本新兵による音源（『平田正於監修 発表会レコード　快傑アンパンマン』（ビクター SKE-2024）収録）も存在する。
インストゥルメンタル版が日本テレビ版アニメでも使用されている。
以下の2曲は、1976年発売のLP『ミュージカル・メルヘン あんぱんまん／チリンの鈴』（ポリドール MQ1030）に収録、『あんぱんまんのうた／ぼくはあんぱんまん』（ポリドール DQ1007）としてシングルカットもされた。
あんぱんまんのうた
作詞：やなせたかし、作曲：いずみたく、編曲：親泊正昇、歌：楠トシエ、いずみたくとそのファミリー
「怪傑アンパンマン」の別バージョン。
ぼくはあんぱんまん
作詞：やなせたかし、作曲：いずみたく、編曲：親泊正昇、歌：楠トシエ、いずみたくとそのファミリー

## ミュージカル

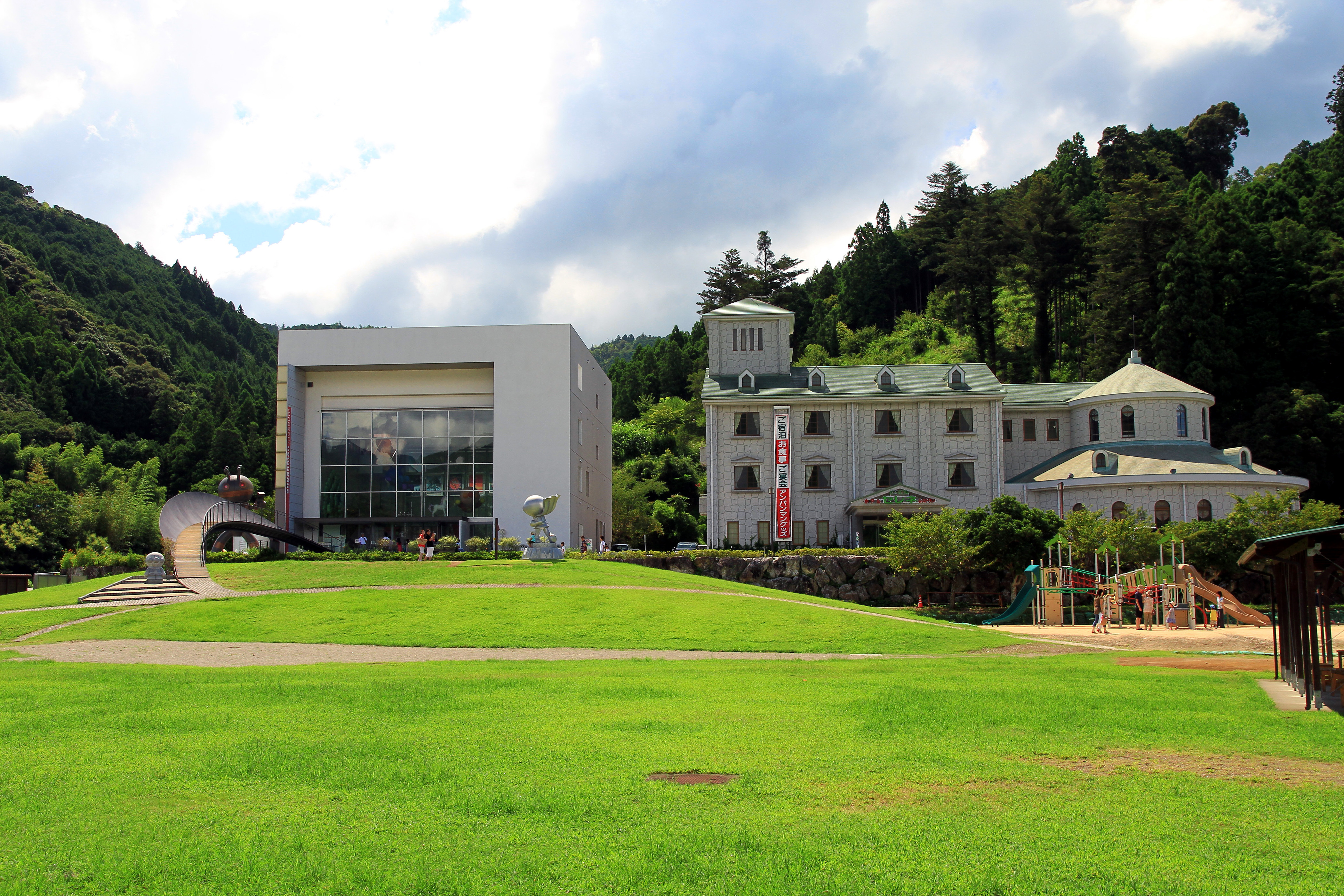
香美市立やなせたかし記念館

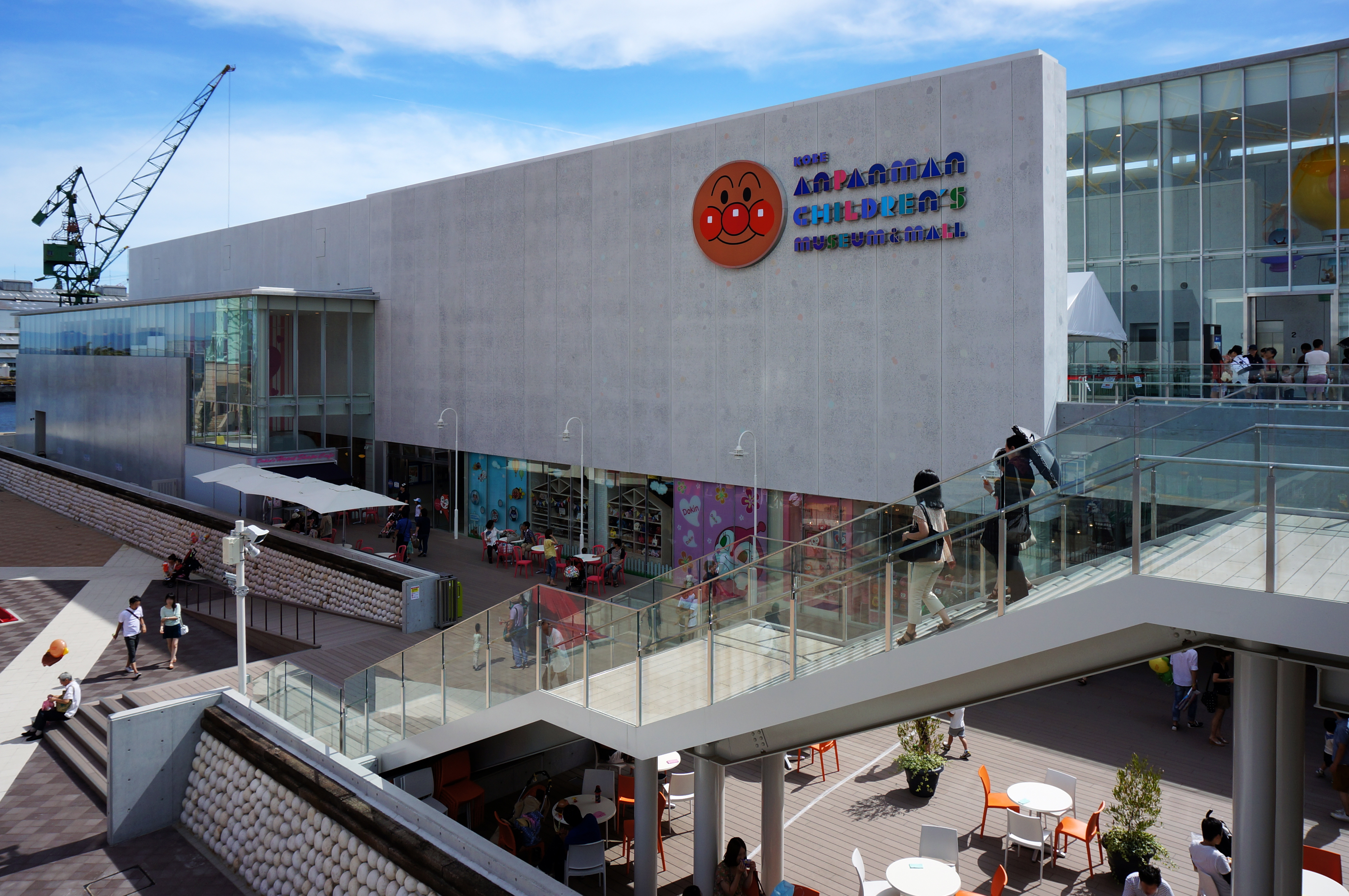
神戸アンパンマンこどもミュージアム&モール

『やなせ・たかし+いずみ・たくのミュージカル 怪傑あんぱんまん』
作：やなせたかし
演出：キノ・トール
公演：1976年7月20日から
制作：オールスタッフ
出演者
ヤルセ ナカス:古谷徹
アンパンマン：海野かつを
ジャムおじさん：田中淳一
キリギリ博士：井上和行
いずみたくとそのファミリー
アンパンマンの初のメディア作品。ストーリーは『詩とメルヘン』に連載していた同名作品『怪傑アンパンマン』を主体としている。「アンパンマンをミュージカルにしよう」といずみたくからやなせたかしへ掛けられこのミュージカルが始まった。いずみたくの会社が管理する『アトリエフォンテーヌ』は100人も入れば満員になる小劇場だったが、客足が悪くいずみは赤字への対応に追われてしまったという。やなせはこのミュージカルを観に来ている客の反応を観察し反応が悪いと気づき、『客の反応が悪いのは悪役が人間だからではないか』と察し、『食品の敵は黴菌だろう』という発想に至って後の作品においてアンパンマンの宿敵となる『ばいきんまん』をこの瞬間に誕生させる。これをきっかけにアンパンマンはぐっと面白くなったとやなせは述懐している。
『ミュージカル とべ!アンパンマン-アンパンマンとおむすびまん-』
ミュージカル2作目。

## 関連施設

### 博物館
- 香美市立やなせたかし記念館

### 図書館
- アンパンマン図書館（香美市立図書館香北分館内） - 1997年から香美市立図書館香北分館（香美市香北町美良布）2階に開設されていたが、老朽化のため2021年8月末で休館し、同年11月から香美市基幹集落センター1階に移転[71]。

### テーマパーク
- 仙台アンパンマンこどもミュージアム&モール
- 横浜アンパンマンこどもミュージアム
- 名古屋アンパンマンこどもミュージアム&パーク
- 神戸アンパンマンこどもミュージアム&モール
- 福岡アンパンマンこどもミュージアムinモール

## その他の関連商品

### ゲームソフト
- ファミリーコンピュータ用ソフト「アンパンマンとおえかきしよう」1990年10月25日発売
- ファミリーコンピュータ用ソフト「アンパンマンのひらがなだいすき」1991年3月26日発売
- ファミリーコンピュータ用ソフト「それいけ!アンパンマン みんなでハイキングゲーム!」1992年3月20日発売
- プレイディア用ソフト 「それいけ!アンパンマン ～ピクニックでおべんきょう～」1995年12月15日発売
- ゲームボーイ・ゲームボーイカラー用ソフト「それいけ!アンパンマン 不思議なにこにこアルバム」1999年12月3日発売
- PlayStation用ソフト「キッズステーション それいけ!アンパンマン」2000年9月21日発売
- ゲームボーイカラー用ソフト「それいけ!アンパンマン 5つの塔の王様」2000年11月23日発売
- PlayStation用ソフト「キッズステーション アンパンマンとだいぼうけん」2001年7月26日発売
- PlayStation用ソフト「キッズステーション すごろくアンパンマン」2002年3月20日発売
- PlayStation用ソフト「キッズステーション おしゃべりおえかき それいけ!アンパンマン」2002年12月19日発売
- ニンテンドーDS用ソフト 「それいけ!アンパンマン ばいきんまんの大作戦」2005年12月1日発売
- ニンテンドーDS用ソフト 「アンパンマンとあそぼ あいうえお教室」2006年12月7日発売
- ニンテンドーDS用ソフト 「アンパンマンとあそぼ ABC教室」2008年5月1日発売
- ニンテンドーDS用ソフト 「アンパンマンとタッチでわくわくトレーニング」2009年9月3日発売
- ニンテンドーDS用ソフト 「アンパンマンとあそぼ あいうえお教室DX」2009年12月17日発売
- Wii用ソフト 「アンパンマン にこにこパーティ」2010年11月25日発売
- ニンテンドー3DS用ソフト 「アンパンマンとあそぼ NEWあいうえお教室」2014年3月6日発売
- ニンテンドー3DS用ソフト「アンパンマンとタッチでわくわくトレーニング」2014年11月20日発売
- ピピンアットマーク用ソフト 「アンパンマンとあそぼう!1」
- ピピンアットマーク用ソフト 「アンパンマンとあそぼう!2」
- ピピンアットマーク用ソフト 「アンパンマンのあいうえお～ん」
- Switch用ソフト「アンパンマンタッチでエンジョイあいうえお教室」

### デジタルコンテンツ事業
2008年6月11日、フレーベル館、トムス・エンタテインメントおよび日本テレビの共同出資で「有限責任事業組合アンパンマンデジタルLLP」が設立された。webサイト、動画配信、電子書籍、eコマース、ゲームソフトなどのデジタル分野での展開を目的としている。

### キャラクタービジネス
長きに亘って愛されてきたキャラクターをさらに未来に繋げていくため、キャラクター版権の管理に工夫がなされている。
- 現在、アンパンマンについてのすべての版権使用許諾の窓口は日本テレビ音楽に一本化されている。出版社やアニメ制作会社以上に大資本のテレビ局サイドが版権をコントロールし、キャラクター価値の下落を防いでいる。
- 主要ライセンシーである、バンダイ、アガツマ（『ピノチオ』ブランド）、セガトイズ、ジョイパレット（旧・トーホー）の4社により、「アンパンマン会議」という合議体を構成している。参加4社が個々の利害関係を超え、アンパンマンの世界観を守り、最大の顧客である子供のことを最優先に考え、キャラクター玩具全体のクオリティコントロールを行っている。この会議は「日本商品化権大賞2014」で特別栄誉賞を受賞した[72]。

#### 偽アンパンマンTシャツ騒動
上記のとおり、アンパンマン関連の商品は原作者やなせたかしと各メーカーで版権をコントロールしながら販売してきたが、2010年12月、大阪市日本橋の衣料品販売店で、アンパンマンのイラストを無断で複製・加工してTシャツに印刷し、販売目的で所持したとして、店長・店員6人（18〜28歳）を逮捕した。
アンパンマン、ばいきんまん、ジャムおじさんらを、険しい表情に作り変えて作成し、1枚4800円で販売していたという。

#### アンキュー事件
さらに2012年5月には「アンパンマンとキューピーを組み合わせたオリジナルのキャラクター『アンキュー』である」とうたい、著作者に無断でアンパンマンのデザインを使ったTシャツを製造・販売目的で所持していたとして羽曳野市に住む衣料品の経営者らが逮捕された。

## 各種記録
- 2004年8月時点で、ライセンス商品は6500点、ビデオ・DVDの総売上本数は750万本（計543タイトル）[76]。
- 2005年時点で、キャラクター商品の売上額は年間約900億円[77]。
- アンパンマンの絵本の累計発行部数は2025年4月時点で9000万部[78]。
- バンダイの2007年4月調査による、0歳 - 12歳対象のキャラクター人気調査で6年連続1位。0 - 2歳児の支持率58.8パーセント[79]。
- バンダイの2007年1月調査による、0歳 - 12歳対象の歌人気調査で「それいけ!アンパンマン」が1位[80]。
- 2009年2月時点で、常に流通しているアンパンマンの絵本は300タイトル以上で、毎年10タイトル以上の新作が出版される[81]。
- 2009年6月24日、アニメシリーズ『それいけ!アンパンマン』が「単独のアニメーション・シリーズでのキャラクター数 世界一」、つまり「世界で最もキャラクターの多い単独のアニメーション・シリーズ」としてギネス世界記録に認定された。詳しくは「キャラクター数」節を参照のこと。現在もキャラクター数の記録は更新中。
- 2010年時点のキャラクター商品の総売上額は1兆1000億円[82]。

## 関連事象

### 関連企業
- アガツマ（ピノチオ）、バンダイ、セガトイズ（旧・セガ・エンタープライゼスTOY事業部）、ジョイパレット（旧・トーホー）

アンパンマン関連玩具を4社が合同で販売し、アガツマが幹事社。ロゴタイプは玩具専用のものを用い、パッケージデザインも全社で共通化されている。
- フレーベル館 - 版元で、アンパンマン関連本を出版。
- 小学館

『ベビーブック』、『めばえ』、『幼稚園』といった幼児向け雑誌の掲載権を持ち、オープニングクレジットにも出している。特に対象年齢層向け雑誌であるベビーブックとめばえは、アンパンマンが看板キャラクターであることから売り上げが高く、唯一競合している講談社の幼児誌である『げんき』、『おともだち』は劣勢に立たされている。
- 四国旅客鉄道

やなせたかしが高知県出身であるという縁から、JR四国は土讃線を中心にアンパンマンのキャラクターたちが描かれた車両「アンパンマン列車」を運行している。
- ジェイアール四国バス

やなせたかしが高知県香美郡香北町（現・香美市香北町）出身であるという縁から、土佐山田駅とアンパンマンミュージアムを結ぶJRバス大栃線にキャラクターたちが描かれたアンパンマンバスを運行している。
- サンリオ

版権を管理している同業者はフレーベル館ではあるが、やなせが社長の辻信太郎と旧知であるため、アンパンマンの連載も行われていた。
- とさでん交通（旧土佐電気鉄道） - アンパンマン電車を運行している。
- ヤマハ音楽教室/ヤマハ英語教室
- 不二家

アンパンマン関連のタイアップ商品が多数、店頭販売されている。不祥事により2007年4月まで自粛していたが、5月に再開した。
- トムス・エンタテインメント（旧・東京ムービー） - アニメ版の制作元。
- 池田模範堂 - 子供向け風邪薬などのパッケージにアンパンマンのキャラクターが描かれている。
- すかいらーく - キャラクタータイアップ販促事業としてアンパンマンが採用されている。
- シャープ除菌イオン - CMキャラクターにばいきんまんが起用された。
- 三菱電機 - 蛍光灯「ルピカ」のCMキャラクターとして起用していた。

### 関連作品等
- やなせたかし『ニャニがニャンだー ニャンダーかめん』 - 1996年初出。本作と同一世界という設定。
- 山田永『日本神話とアンパンマン』集英社（2006年刊）[83]

日本神話と『アンパンマン』の類似点を比較した本。アマテラスとアンパンマン、タカミムスビとジャムおじさん、スサノオとばいきんまん、天津神を補佐する神々と準レギュラー陣など、これらが相関関係にあると論じている。
- いずみたく - 童謡『手のひらを太陽に』（オリジナル歌手は宮城まり子）の作曲者で、多数の作品の劇伴や楽曲を手がけた。
- Anpanman - BTS (防弾少年団)の楽曲。

### その他
小惑星「アンパンマン」は、2003年に命名された。同じタイミングで原作者やなせたかしの名前も、別の小惑星の名前に指定されている（小惑星やなせ）。